# パレスチナ問題
パレスチナ問題（パレスチナもんだい）、またはイスラエルとパレスチナの紛争（イスラエルとパレスチナのふんそう、英語: Israeli–Palestinian conflict）は、イスラエル人とパレスチナ人の間で続いている暴力的な闘争についての問題である。イスラエルとパレスチナ自治政府の和平プロセスの一環として、この紛争を解決するためにさまざまな試みが行われてきたが、依然解決がされていない。「世界で最も解決が難しい紛争」とも呼ばれている。
パレスチナ問題における要点を簡潔にまとめると、以下のようになる。両国が、以下のすべての事項で完全かつ不可逆的な合意を形成するか、もしくは何らかの原因で、どちらかの国家が完全に崩壊・消滅したとき、パレスチナ問題は解決となる（講和条約も参照。）。
- パレスチナ国が「占領地域」と呼ぶ紛争地域に関する問題やヨルダン川西岸地区・ガザ地区の地位に関する問題
  - エルサレム問題
  - ヘブロン問題
  - エリコ問題
  - 入植地問題
- 水資源問題[6][7][8]
- 経済問題
- 難民の帰還権
- パレスチナ国の思想的問題（併存問題）
- ゴラン高原の地位に関する問題
  - カツェリーン（英語版）問題
- アラブ諸国との関係正常化

## 概要
1897年の第1回シオニスト会議や1917年のバルフォア宣言など、パレスチナにユダヤ人の祖国を作るという主張が公に宣言されたことで、この地域は初期の緊張状態にあった。当時、パレスチナには少数派のユダヤ人が住んでいたが、アリーヤーによって人口は増加した。1917年のバルフォア宣言では、「パレスチナにユダヤ人のための国民の家を建設する」というイギリス政府の拘束力を含むパレスチナ委任統治が実施された後、緊張はユダヤ人とアラブ人の宗派間の対立に発展した。この初期の紛争を解決しようとする試みは、1947年の国連パレスチナ分割決議と1948-1949年の第一次中東戦争をもたらす結果となり、より広範な中東戦争の始まりとなった。現在のイスラエルとパレスチナの関係は、1967年の第三次中東戦争でイスラエル軍がパレスチナ自治区を占領したことで始まった。
長期にわたる和平プロセスにもかかわらず、イスラエル人とパレスチナ人は最終的な和平合意に達することができなかった。1993年から1995年にかけてのオスロ合意により、二国家解決に向けて前進したが、現在、パレスチナ人はガザ地区とヨルダン川西岸地区の165の「島」において、イスラエルに軍事的占領されている。さらなる進展を妨げている主な問題は、国家安全保障、国境、水利権、エルサレムの支配、ユダヤ人入植地、パレスチナ人の移動の自由、パレスチナ人の帰還権である。世界中の歴史的、文化的、宗教的に重要な場所が数多く存在するこの地域での紛争の暴力性は、歴史的権利、安全保障問題、人権などを扱う数多くの国際会議のテーマとなっており、激しい争いが繰り広げられている地域への観光や一般的なアクセスを妨げる要因となっている。1948年にイスラエルが建国された後、パレスチナの独立国家がイスラエルと並行して設立されるという、二国家間の解決策を仲介する試みが数多くなされてきた。2007年、多くの世論調査で、イスラエル人とパレスチナ人の大多数が、紛争解決の手段として、他の解決策ではなく二国家間の解決策を選んだ。
イスラエルとパレスチナの社会では、紛争はさまざまな意見や見解を生み出している。このことは、イスラエル人とパレスチナ人の間だけでなく、それぞれの社会に存在する深い溝を浮き彫りにしている。紛争の特徴は、ほぼ全期間にわたって繰り広げられてきた暴力の数々である。戦闘は、正規軍、準軍事組織、テロ集団、個人によって行われた。犠牲者は軍人に限らず、双方の民間人にも多数の死者が出ている。この紛争には、著名な国際機関が関与している。ユダヤ人の大多数は、パレスチナ人の独立国家建設の要求を正当なものと考え、イスラエルもそのような国家の設立に同意できると考えている。ヨルダン川西岸地区とガザ地区に住むパレスチナ人とイスラエル人の大多数は、二国家間の解決を望んでいる。基本的な問題をめぐって相互不信と大きな意見の相違があり、最終的な合意に向けて相手側が義務を果たすことに両者は懐疑的な見方をしている。
近年、直接交渉を行ってきたのは、イスラエル政府と、マフムード・アッバース議長率いるパレスチナ解放機構（PLO）の2つの当事者である。公式な交渉は、アメリカ、ロシア、欧州連合、国連からなる特使を代表とする「中東カルテット」が仲介している。また、アラブ連盟も重要な役割を果たしており、和平案を提案している。アラブ連盟の創設メンバーであるエジプトは、歴史的に重要な役割を担ってきた。ヨルダンは、1988年にヨルダン川西岸地区の領有権を放棄し、エルサレムのイスラム教聖地に特別な役割を持っているため、重要な参加者となっている。
2006年以降、パレスチナ側は2つの主要な派閥間の対立によって分断されている。2006年以降、パレスチナ側では、伝統的に支配的な政党であるファタハと、後に選挙に挑戦した過激派組織であるハマースの2つの主要な派閥間の対立が続いている。2006年にハマースが選挙で勝利した後、カルテットは今後のパレスチナ自治政府への対外援助の条件として、非暴力の約束、イスラエル国家の承認、過去の合意の受け入れを求めた。ハマースはこれらの要求を拒否した ため、カルテットは対外援助プログラムを停止し、イスラエルは経済制裁を課したのである。1年後の2007年6月、ハマースがガザ地区を占拠したことにより、パレスチナ自治区として公式に認められている領域は、ヨルダン川西岸地区のファタハとガザ地区のハマースに分割された。政党間のガバナンスの分裂により、パレスチナ自治区の超党派的なガバナンスは事実上崩壊していた。しかし、2014年にはファタフとハマースの両党からなるパレスチナ統一政府が成立した。最新の和平交渉は2013年7月に始まり、2014年に中断された。

## 歴史
古称は「フル」、「カナン」というパレスチナ周辺はペリシテ人の土地で、パレスチナという言葉はペリシテという言葉がなまったものと考えられている。紀元前13世紀頃にペリシテ人によるペリシテ文明が栄えていた。しかしペリシテ人のその後は全く分かっていない。
その後は紀元前10世紀ごろにイスラエル人によるイスラエル王国がエルサレムを中心都市として繁栄した。
やがて三大陸の結節点に位置するその軍事上地政学上の重要性からイスラエル王国は相次いで周辺大国の侵略を受け滅亡し、西暦135年にバル・コクバの乱を鎮圧したローマ皇帝ハドリアヌスは、それまでのユダヤ属州の名を廃し、属州シリア・パレスチナ と改名した。ローマ帝国としては、幾度も反乱を繰り返すユダヤ人を弾圧するため、それより千年も昔に滅亡したペリシテ人の名を引用したのである。この地がパレスチナと呼ばれるようになったのはこれ以降である。
7世紀にはイスラム帝国が侵入してきた、シリアを支配する勢力とエジプトを支配する勢力の間の対立戦争の舞台となった。11世紀にはヨーロッパから十字軍が攻め込んできた結果としてエルサレム王国が建国されるが、12世紀末にはアイユーブ朝のサラーフッディーンに奪還され、パレスチナの大半は王朝の支配下に入った。16世紀になると、マムルーク朝を滅ぼしたオスマン帝国がパレスチナの地の支配者となる。

### 後期19世紀 - 1920：起源

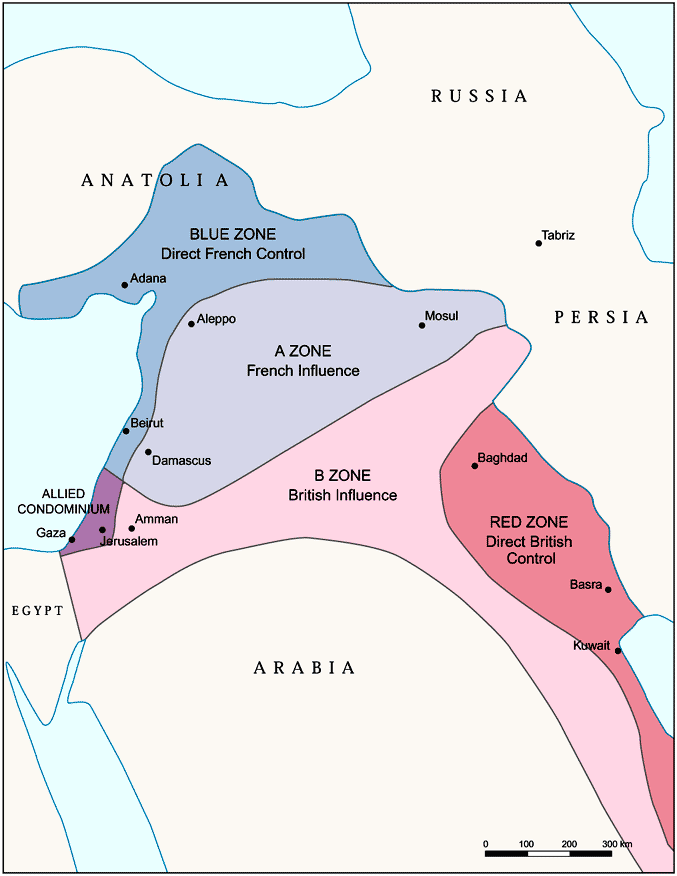
サイクス・ピコ協定。濃い赤はイギリス直接統治、濃い青はフランス直接統治、薄い赤はイギリスの、薄い青はフランスの勢力圏。紫（パレスチナ）は共同統治領

第一次世界大戦において連合国側のイギリスは同盟国側の一角であるオスマン帝国に対し側面から攻撃を加える意図の下、トルコの統治下にあったアラブ人（イエフディ（現地ユダヤ人）やキリスト教徒も含む）たちに対してオスマン帝国への武装蜂起を呼びかけた。その際この対価として1915年10月にフサイン＝マクマホン協定を結びこの地域の独立を認めた。
他方、膨大な戦費を必要としていたイギリスはユダヤ人豪商ロスチャイルド家に対して資金の援助を求めていた。この頃、世界各地に広がっているユダヤ人の中でも、ヨーロッパでは改宗圧力を含め差別が厳しかったため、シオンに還ろうという運動（初期シオニズム）が19世紀末以降盛り上がりを見せていた。そこでイギリスはアーサー・バルフォア外相を通じ、1917年にユダヤ人国家の建設を支持する書簡をだし、ロスチャイルド家からの資金援助を得ることに成功した（バルフォア宣言）。
しかしイギリスは同じ連合国であったフランス、ロシアとの間でも大戦後の中東の分割を協議しており、本来の狙いはこの地域に将来にわたって影響力を確保することであった（サイクス＝ピコ協定）。
こうしたイギリスの「三枚舌外交」はロシア革命が起こり、ウラジーミル・レーニンらによって外交秘密文書がすべて公表されるに至り公のものとなった。
第一次世界大戦でアラブ軍・ユダヤ軍は共にイギリス軍の一員としてオスマン帝国と対決し、現在のヨルダンを含む「パレスチナ」はイギリスの委任統治となった。

### 1920 - 1948：イギリスによるパレスチナの委任統治
現在のパレスチナの地へのユダヤ人帰還運動は長い歴史を持っており、ユダヤ人と共に平和な世俗国家を築こうとするアラブ人も多かった。ユダヤ人はヘブライ語を口語として復活させ、アラブ人とともに嘆きの壁事件など衝突がありながらも、安定した社会を築き上げていた。しかし、1947年の段階で、ユダヤ人入植者の増大とそれに反発するアラブ民族主義者によるユダヤ人移住・建国反対の運動の結果として、ヨルダンのフセイン1世、アミール・ファイサル・フサイニー（1933年アラブ過激派により暗殺）、ファウズィー・ダルウィーシュ・フサイニー（1946年暗殺）、マルティン・ブーバーらの推進していたイフード運動（民族性・宗教性を表に出さない、平和統合国家案）は非現実的な様相を呈する。

#### 「パンとワイン」紛争
とはいえ初期の問題において、民族自体はあまり関係がなかった。衝突は、銀行と工業により避けようもなく次第に深まっていく。その主な原因は、オスマンから切り離された事で、外国貿易が重要性を増した事にある。そしてイギリスは荒廃した土地を復興させ、輸出農業の生産の増大を計った。農民の多くはアラブ人であった。ただし、農業金融を一手に引き受けていたのは1922年以後増大したユダヤ系銀行であり、製粉所等の加工工業もまたユダヤ人の手にあった。パレスチナの土地に適していたのはオレンジとリンゴであり、イギリスに対してはオレンジの輸出が多くアラブ人達は柑橘類の生産を望んでいたが、製粉所含む食品工業のため銀行は穀物の増産を図っていく。また、葡萄園はユダヤ人の所有にあった。
当時のパレスチナにおいて工業の外国貿易に対する価値は非常に大きかった。イギリスに次いでシリアがパレスチナを助けていたが、ドイツとアメリカもまたパレスチナに対し工業生産材の輸出を行っており、アメリカには加工した工業品を輸出することによって貿易のバランスを保っていたため、このバランスを維持するために工業の発展が不可欠だった。そして、パレスチナの外国貿易に関する諸々の取り決めは、委任統治領という立場にもかかわらず、国内有力事業家の組合によって決定されていた。その事業家の多くが外部からの投資を受けた人間（即ち原住民ではなくユダヤ人の移民ら）であり、柑橘類を主軸に求めるアラブ人と、穀物類を主軸に求めるユダヤ人との農業問題への価値観の差異は、アラブ人への一方的な抑圧となり、やがて対立が深まっていく。1916年設立のハマシュビール(en:Hamashbir Lazarchan)は勢力が大きくなり市場取引を支配し、またイギリスとの連携を強め、ニールはドイツ人に代わり産業を支配、耕地を購入し所有していった。また人口の増大、特にユダヤ人増大による小麦の需要に基づく土地の疲弊は著しく、1939年には1ha辺り480kgの小麦しか収穫できない（イギリスでは2200kg、エジプトでは1630kg）など、問題への期限は迫っていた。

### パレスチナ分割

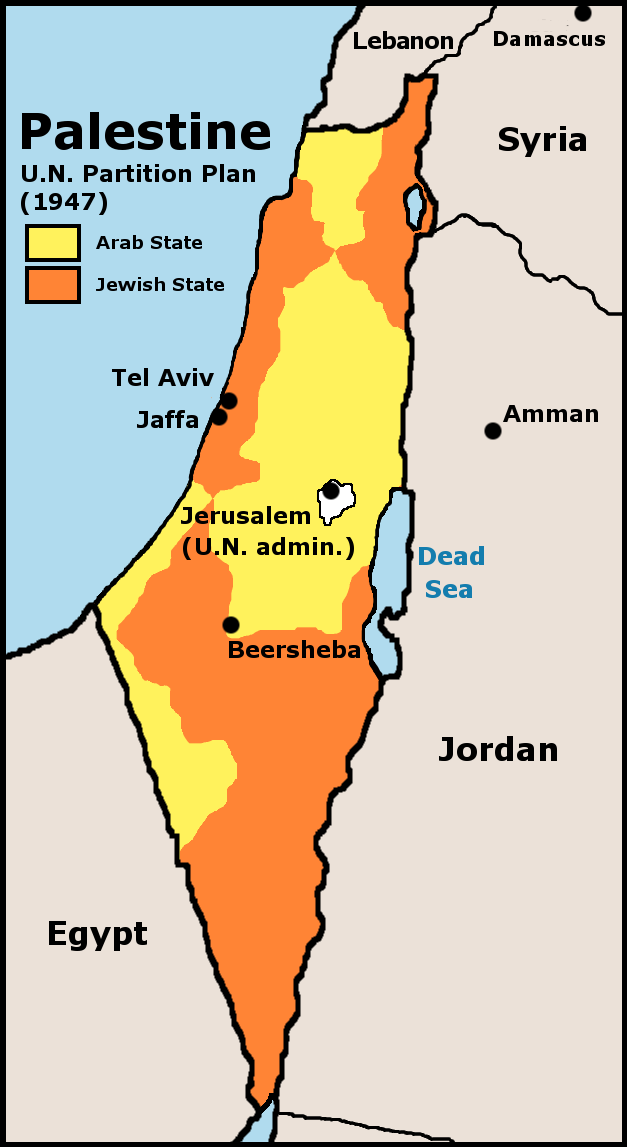
国連による「パレスチナ分割決議」 1947

1936年4月に起きたパレスチナ独立戦争（アラブ暴動）で、イギリス側はアラブ人とユダヤ人の共存は困難であるとして、ピール委員会は善後策の調査を始めた。ピール委員会は、暴動の原因をアラブ人・ユダヤ人相互の民族主義に求めたが、アラブ人の「後進性」も強調された。
1937年7月7日、ピール委員会は、パレスチナをアラブ国家と小さなユダヤ国家（15％程度）、国際地域に分割する提案を行った。また、希土戦争 (1919年-1922年)後に行われたギリシャとトルコの住民交換を先例に、少数民族の交換（実質的な強制移住）も言及された。これが、公のものでは最初のパレスチナ分割案である。
アラブ人は全面的に拒否し、アラブ高等委員会は「ユダヤ人とその他の少数民族の正当な権利をすべて保護し、イギリスの合理的な利益を守る」前提の上で、パレスチナ単一国家の独立を要求した。ユダヤ人国家として、肥沃な土地が割り当てられたことも拒否の理由だった。また、全てのユダヤ人の新規移民の停止を要求した。

ユダヤ人もまた、シオニスト大会で分割案拒否を決議した。しかし全面否定では無く、ユダヤ人国家の拡大や、あわよくばパレスチナ全域の占有を目的とした議論の継続がされた。また、ピール委員会案では、ユダヤ人国家にアラブ人225000人、アラブ人国家にユダヤ人1250人が少数民族として残ることが想定された。このため、ユダヤ人の中では、アラブ人の「移送」もまた議論されるようになった。
第二次世界大戦後、後にイスラエル首相となるメナヘム・ベギン率いるエツェル、イツハク・シャミル率いるレヒ等のユダヤ人テロ組織のテロと、アメリカの圧力に屈したイギリスは遂に国際連合にこの問題の仲介を委ねた。
ユダヤ人の人口はパレスチナ人口の3分の1に過ぎなかったが、1947年11月29日の国連総会では、パレスチナの56.5%の土地をユダヤ国家、43.5%の土地をアラブ国家とし、エルサレムを国際管理とするという国連決議181号パレスチナ分割決議が、賛成33・反対13・棄権10で可決された。ピール案よりユダヤ人に有利になったこの決議は、国内の選挙において、ユダヤ人の投票獲得を目当てにしたアメリカのハリー・S・トルーマン大統領の強烈な圧力によって成立している。ユダヤ人を自国から追い出したいキリスト教徒が主なアメリカ、ソ連、フランス、ブラジルなどが賛成し、アラブ諸国が反対した（イギリスはこれ以上反感を買うことを恐れて棄権した）。
1948年2月、アラブ連盟加盟国は、カイロでイスラエル建国の阻止を決議した。アラブ人によるテロが激化する中、1948年3月にアメリカは国連で分割案の支持を撤回し、パレスチナの信託統治の提案をした。1948年4月9日、ユダヤ人テロ組織、イルグン、レヒの混成軍が、エルサレム近郊のデイル・ヤシーン村で村民の大量虐殺を行い、その話が広まって、恐怖に駆られたパレスチナアラブ人の大量脱出が始まった。1948年5月、イギリスのパレスチナ委任統治が終了し、国連決議181号（通称パレスチナ分割決議）を根拠に、1948年5月14日に独立宣言しイスラエルが誕生した。同時にアラブ連盟5カ国(エジプト・トランスヨルダン・シリア・レバノン・イラク)の大部隊が独立阻止を目指してパレスチナに進攻し、第一次中東戦争（イスラエル独立戦争、パレスチナ戦争）が起こった。

### 1948 - 1967：中東戦争

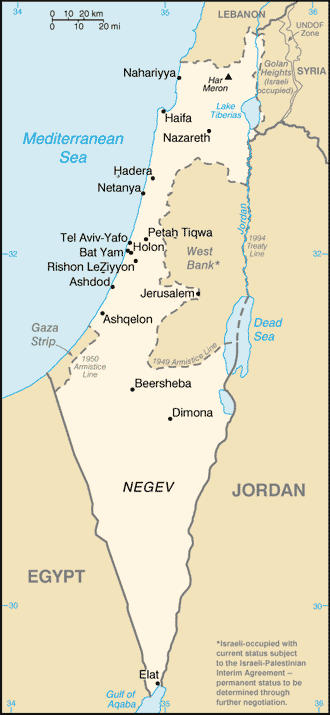
1949グリーンラインの境界線

勝利が予想されたアラブ側は内部分裂によって実力を発揮できず、イスラエルは人口の1%が戦死しながらも列強からの豊富な物資援助により勝利する。1948年の時点でパレスチナの地に住んでいた70〜80万人のアラブ人などが難民となった(いわゆるパレスチナ難民)。パレスチナ人を主とするアラブ人は、「ナクバ(النكبة)」（アラビア語で「大破局」「大災厄」を意味する）と呼ぶ。
パレスチナ難民の発生原因については、当時は、ユダヤ人軍事組織によって追放されたというパレスチナ側の主張とパレスチナ人が自発的に立ち去ったというイスラエル側の主張があった。現在では、イスラエルの政府資料やアメリカの諜報資料が公開され、イスラエル側の主張が虚構であり、大多数のパレスチナ難民は、ユダヤ人軍事組織による大量虐殺(イスラエルの歴史学者のイラン・パッペによれば、総計2千人〜3千人が犠牲になった)、銃器による脅迫、また、ユダヤ人軍事組織による攻撃を恐れて、難民となったことは、学術的に明らかになっている。現在の学術的な争点は、パレスチナ人の追放が計画されたものか、それとも戦闘激化に伴った偶発的なものかという点である。
また、イスラエル建国に伴うアラブ諸国におけるユダヤ人への迫害の増加により、セファルディムなどアラブ諸国のユダヤ人住民40万人がイスラエルに移住し、アラブ諸国に残された財産の大部分は没収された。
1949年2月にエジプトとイスラエルの停戦協定が成立。イスラエルがパレスチナの80%を占領し、残り20%のヨルダン川西岸地区はトランスヨルダンが占領した。エルサレムは旧市街はヨルダンに新市街はイスラエルに占領された。ガザ地区がエジプト領となり、パレスチナ難民が押し寄せた。
イスラエルに残留した非ユダヤ人（パレスチナ人）は、イスラエル国防軍の軍政（占領統治）下に敷かれた。すなわち、イスラエル政府による民政下のユダヤ人と、イスラエル軍による軍政下の非ユダヤ人という、二重体制が敷かれた。非ユダヤ人は参政権など市民権は与えられたが、居住移転の自由や職業選択の自由などを厳しく制限された。
1950年、イスラエルで不在者財産没収法が施行された。これにより、1947年のパレスチナ分割決議から翌年9月までの間に居住地を離れて近隣に避難するなどしたパレスチナ人は家屋・財産を没収されることになった。こうして没収された土地はユダヤ人入植者たちに与えられた(これが下記の難民の帰還権問題に繋がる。イスラエルは、難民であること自体を認めていない)。ヨルダンは占領しているヨルダン川西岸地区の正式併合を宣言する。
1954年、イスラエルで潜入禁止法が施行された。これは、パレスチナ難民がイスラエル領に帰還しようとする行為を犯罪化したものである。イスラエルはパレスチナ難民を追い返したが、一部はイスラエルの裁判所で滞在が認められる判決が出た。このため、イスラエルは一律に犯罪化する法律を制定した。また、レバノン、エジプト、シリア、サウジアラビア、ヨルダン、イラク、イエメンを敵国指定し、敵国と相互の出入国も同様に規制した。
1956年7月、エジプトがスエズ運河国有化を宣言し、それを阻止するために10月にイスラエル・イギリス・フランスがエジプトに侵攻し、第二次中東戦争（シナイ作戦、スエズ戦争）が勃発した。しかし、アメリカとソ連の即時停戦要求により、イギリス・フランスは11月に戦闘を中止した。アメリカのドワイト・D・アイゼンハワー大統領が経済援助の停止という圧力をかけて、1957年3月にイスラエルをシナイ半島から撤退させた。この戦争により、中東の主導権は英仏から米ソに移った。
1964年5月、パレスチナ解放機構（PLO）が結成された。
1966年、イスラエルのアラブ人（パレスチナ人）住民に対する軍政を終了した。
1967年5月、エジプトのガマール・アブドゥル＝ナーセル大統領はシナイ半島の兵力を増強し、国連監視軍の撤退を要請し、イスラエル艦船に対するチラン海峡封鎖を宣言した。6月4日にイスラエルはエジプトを奇襲し、第三次中東戦争が勃発した。イスラエルをアメリカが支援し、アラブ諸国をソ連が支援した。

### 1967 - 1993：第一次インティファーダ
イスラエルは東エルサレム、ガザ地区、シナイ半島、ヨルダン川西岸、ゴラン高原を占領し、国際連合安全保障理事会は停戦決議を可決した。11月に国連安保理でイスラエルの承認、イスラエルの占領地からの撤退、中東地域の航海自由の保障、避難民問題の解決などを決議した（国際連合安全保障理事会決議242）。しかし、イスラエルの占領地については、英文版と仏文版で解釈が異なり、英文版では、必ずしもすべての占領地から撤退する必要はないと解釈できる余地があった。いずれにせよ、イスラエル、PLO及びアラブ諸国の双方共に、この時点では安保理決議242号に従わなかった。
占領地では再び軍政が敷かれ（イスラエル国防軍軍律）、基本的にパレスチナ人など非ユダヤ人住民が軍律に拘束された。イスラエル軍は、一旦は占領地で被占領民の保護を定めた1949年のジュネーヴ第4条約に従うことを宣言した。しかし、10月22日付の命令144で、（ヨルダン川）西岸地区、ガザ地区、ゴラン高原では、IDFはジュネーヴ第4条約に制約されないと布告した。これらの土地は、ジュネーヴ第4条約に規定された占領地には当たらないという、イスラエル側の主張に基づいている（国際法とイスラエル入植地も参照）。
1973年10月にエジプトとシリアがイスラエルを奇襲し、第四次中東戦争（ヨム・キプール戦争、ラマダーン戦争）が勃発した。石油輸出国機構10カ国はイスラエルを占領地から撤退させるまで石油生産の5%以上を毎月削減するとの決議を可決し、オイルショックが起こった。国際連合安全保障理事会は停戦決議を可決した。
1974年10月、PLOが国連でオブザーバーの地位を獲得した。
アメリカによる和平交渉により1978年9月にキャンプ・デービッド合意が成立し、1979年3月にエジプト・イスラエル平和条約が調印された。これによりシナイ半島がエジプトに返還され、「土地と平和の交換」と称された。PLOやアラブ諸国は、合意をエジプトの「裏切り」と強く反発し、エジプトはアラブ連盟を追放された（1990年復帰）。
1980年3月1日、国連安保理で、イスラエルが1967年以降、アラブ側の領土を占領し、またユダヤ人入植地を建設した行動を全て無効とし、速やかな撤退の要求の国際連合安全保障理事会決議465を採択した。この時はアメリカも賛成に回ったが（棄権するつもりだったが間違えたと声明）、イスラエルはこの決議を無視した。また、7月にイスラエルは「統一エルサレムはイスラエルの不可分かつ永遠の首都である」とするエルサレム基本法を制定し、東エルサレムの恒久的併合を宣言した。
1981年、アメリカのロナルド・レーガン大統領は、ユダヤ系ロビーやイスラエルの反対を押し切って、サウジアラビアに武器を輸出した。1978年4月にシナイ半島がエジプトに返還された。6月にイスラエルがレバノンに侵攻しレバノン戦争が起こった。PLOはベイルートから撤退した。9月にアメリカが中東和平案を提示し、アラブ首脳会議でフェズ憲章が採択された。
1987年にイスラエル占領地でパレスチナ人の抵抗運動である（第一次インティファーダ）が発生した。12月14日、反イスラエル・反PLOを主張する、抵抗運動組織ハマースが発足した。
1988年7月31日にはヨルダンがイスラエル占領下のヨルダン川西岸地区への領有権主張を取り下げ、PLOが唯一正統なパレスチナ人の代表であると宣言する。
同年11月15日、第19回パレスチナ民族評議会（PNC）でパレスチナの独立宣言を行なった。前日の11月14日には、安保理決議242号、338号に基づく政治解決を求める決議を採択した。これにより、パレスチナの主流派は安保理決議242号を承認し、イスラエルの承認を前提として（二国家解決）、同決議に基づく国境線によるパレスチナの領有権を求める路線が確立した。
1990年、湾岸戦争でイラクがクウェートに侵攻した。イラクのサッダーム・フセイン大統領は、イスラエルのパレスチナ占領を引き合いに出し、クウェート占領を正当化しようとした。かねてからフセインと親交のあったPLOのヤーセル・アラファート議長（パレスチナの大統領）はイラクを支持したため、クウェートを含むアラブ諸国の反発を買い、援助も削減あるいは打ち切られ、苦境に陥った。

### 1993 - 2000：オスロ和平プロセス

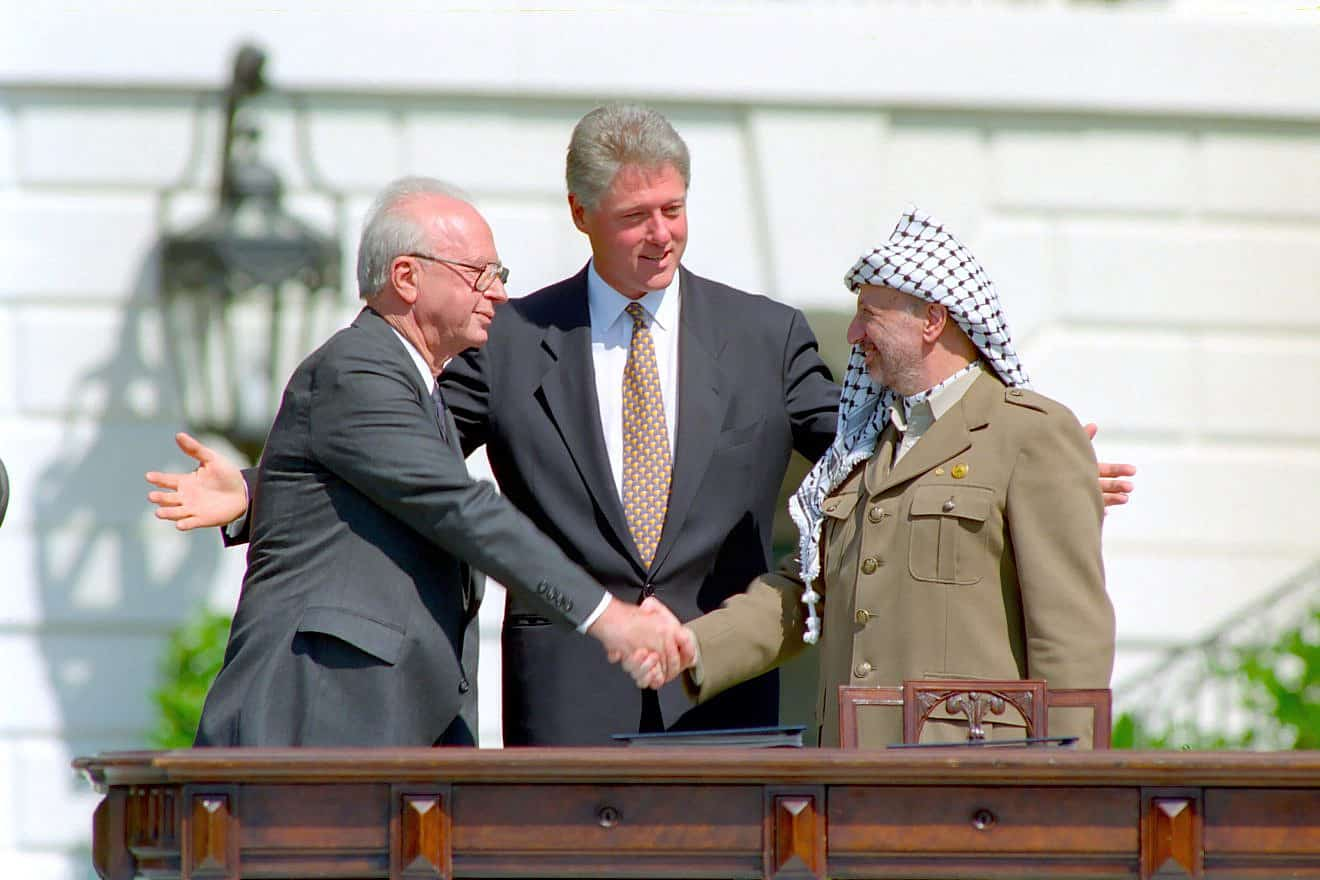
調印後に握手をするイスラエル・ラビン首相とPLOアラファート議長。中央は仲介したビル・クリントン米大統領

1991年10月、マドリードで中東和平会議開催。しかし、PLO指導部はイスラエルの反対で排除され、パレスチナはPLO色の薄い人物を、ヨルダンとの合同代表団という形で参加させたに留まった。
1993年9月13日調印、イスラエルとPLO、パレスチナ人の暫定自治の原則宣言にワシントンD.C.で調印（写真参照）（オスロ合意）成立。その結果、1994年5月よりガザ・エリコ先行自治が開始され、自治政府も組織されはじめた。PLOのアラファート議長とイスラエルのイツハク・ラビン首相、シモン・ペレス外相がノーベル平和賞を受賞した。
1995年9月24日、ワシントンで「暫定自治拡大合意」（オスロ合意Ⅱ）がPLOとイスラエルの間で調印された。ヨルダン川西岸は、パレスチナ自治政府が治安・行政の双方を担当する「A地区(日本外務省の呼称は「A地域」、以下同)」、パレスチナが行政、イスラエル軍が治安を担当する「B地区」、イスラエル軍が治安・行政共に担当する「C地区」に分割された。「C地区」は、将来の交渉で順次、パレスチナへの移管が行われる計画だった。
1996年1月にパレスチナ評議会の選挙が行われた。その矢先の1995年11月4日に和平に尽力したイスラエルのラビン首相はテルアビブにおいてカハネ主義者のイガール・アミルに射殺された。イスラエルでは原則として労働党が「和平推進」(エルサレムとヨルダン川西岸の戦略的に重要な土地を併合)、リクードが「和平反対」(パレスチナ全土を併合)とみなされてはいる。しかし、イスラエルがシナイ半島からの撤退に基づく対エジプト和平を推進したのは右派政党のリクードのメナヘム・ベギン政権であった。また、パレスチナ暫定合意や対ヨルダン和平を推進したのは左派政党の労働党のラビン政権ではあるが、ラビンは政界で活動する以前はイスラエル軍の参謀総長として第三次中東戦争を指導していた。
1996年、イスラエルに対する、アラブ・イスラム原理主義者（ハマース、イスラーム聖戦、ヒズボラ）によるテロが激化する。
1997年1月17日、ヘブロン合意、自治拡大。
1998年10月23日、ワイリバー覚書、自治拡大。
2000年7月には、キャンプ・デービッド2000年サミット 首脳会談後のアラファート議長が、イスラエル側の「西岸地区の91%の支配権を認める、ただしこれとは別に西岸地区の1割の面積を当分の間（6〜21年）イスラエル側の支配下に置く」とする和平案を拒否した。イスラエルのエフード・バラック首相は「寛大な申し出を拒否した」と非難した。
パレスチナ側が拒否をした理由として、一つは単純に準備不足があった。アラファートはアラブ諸国と協議の後に結論を出そうとしたが、イスラエルとアメリカは本会談で結果を出そうと結論を急がせていた。もう一つは、パレスチナ側は、安保理決議242及び338の受諾自体を譲歩と認識していた。しかしイスラエルは、安保理決議242に基づく領土の「譲渡」を完全に行う必要はなく、オスロ合意でパレスチナ側も受け入れたと認識した、認識のズレがあった。その結果、東エルサレムの帰属やパレスチナ難民帰還問題など、各論で折り合うことができなかった。また、航空交通管制や水利権において、イスラエル側が現状維持を主張したことも対立点となった。

### 2000 - 2005：第二次インティファーダ
2000年9月30日、アル・アクサ・インティファーダ（第二次インティファーダ）発生によりPLOとの和平交渉が決裂した。
双方の市民には平和運動や交流活動、イスラエルでの徴兵拒否や予備役兵の赴任拒否などの運動がある。パレスチナ自治政府は和平を進めることを公式方針としているが、武力の弱さをおぎなうためとしてテロ戦略を採用する武装組織も存在し、若者や女性を頻繁に自爆テロ攻撃に使っている。
一方で、イスラエル政府も占領中のヨルダン川西岸地区に入植者を送り込み、一般市民を不法な領土拡張政策に利用している。イスラエル人の入植者達がパレスチナ人住民のオリーブ畑に放火した後、畑を耕して自分たちの土地として既成事実化している。またパレスチナ人住民はイスラエル軍も放火に加担していると証言している。
最近ではパレスチナ人の自爆テロは、イスラエル側が建設した分離壁（下記参照）によって困難になっており、パレスチナの各武装組織はカッサームロケットによる砲撃に重点を移しつつある。その結果、イスラエルの民間人に多数の犠牲者がでている。これに対しイスラエル側は攻撃ヘリコプターによる爆撃、ブルドーザーによる住居破壊（イスラエル軍のブルドーザーは、米国キャタピラー社の特注品である）、戦車による砲撃などでパレスチナに反撃している。
また、2002年4月にイスラエル軍のジェニーン地区侵攻でパレスチナ人の虐殺が行われたとパレスチナが主張したが、イスラエルはそれを否定し、国連の査察受け入れを拒否して国連査察団が現地に入ることなく解体してしまうなど、イスラエルは国連や第3国からの介入を基本的に拒否している。
2002年2月にサウジアラビアのアブドゥッラー皇太子がイスラエルが全占領地から撤退すれば、国家として承認するという中東和平の提案をした。3月27日には、アラブ連盟で「アラブ和平イニシアティブ（アラブ和平構想）」の採択が行われ、満場一致で可決された。主な内容は以下である。
1. イスラエルは、1967年6月4日以降の占領地から撤退する（国連安保理決議242に基づく要求）
2. イスラエルは、国連総会決議194に基づく、パレスチナ難民問題の解決を行う
3. イスラエルは、1967年6月4日以降の、パレスチナ自治政府領に相当する占領地をパレスチナに返還し、東エルサレムをパレスチナの首都と認める
4. 以上の代償として、アラブ諸国はイスラエルとの和平協定に署名し、地域の全ての国の平和を達成する
5. 同時に、アラブ諸国はイスラエルとの国交正常化に踏み切る

同年6月、アメリカのジョージ・W・ブッシュ大統領がパレスチナ暫定国家建設を支持し、イスラエルが入植活動を停止し、パレスチナがテロ組織を解体するという中東和平構想を発表した。
2003年4月、アメリカ、EU、ロシア、国連の4者により中東和平案のロードマップがイスラエルとパレスチナ自治政府に提示された。10月に国連総会で分離壁の建設中止についての決議が採択された。

### 2005 - 2008：アッバース時代のはじまりとハマースの台頭
アラファート議長の死後、2005年1月の自治政府議長選ではマフムード・アッバースが当選した。しかし、選挙中に武装部門のファタハに担ぎ上げられたり、その一方で武装闘争は誤りであったと述べるなどという言動もあったので過激派への対策がどのようになるかは不透明である。
2005年4月には、アメリカのブッシュ大統領がイスラエルのアリエル・シャロン首相との会談で、2005年8月を目処にイスラエル側がガザ地区の入植地からの撤退を予定する一方でエルサレムに隣接しているヨルダン川西岸地区最大のマーレ・アドミム地区への入植地拡大を計画していることに対し、「中東和平の行程表（ロードマップ）に反する」として、強い懸念を示した。シャロンと「約束の地」への思い入れが強い宗教右派の間には対立が存在し、更には入植者が強い抵抗を示す中で、治安部隊によるガザからの退去作業が8月17日より開始され、ガザの入植地は解体された。しかし、ヨルダン川西岸地区の入植地は明け渡さず、逆に新たな入植地の拡大を進めている。
2006年1月25日投開票のパレスチナ総選挙で、ハマースが第一党になった。
同年3月29日、アッバース議長の元でハマースのイスマーイール・ハニーヤ内閣が成立した。ハマースをテロ組織と指定するEU、アメリカ、日本などは援助を差し止め、ファタハとハマースの武装衝突が激化するなど、パレスチナの混迷が続いている。
6月27日、アッバース議長とハマースのハニーヤ首相が1967年の国連停戦決議に基づく国境線の合意（事実上のイスラエル承認）で合意した。しかし、イスラエルはパレスチナ人に対する予防拘禁の強化を図る一方、兵士の拉致を理由に逆にガザ侵攻を拡大。ヨルダン川西岸地区では閣僚を含む立法評議員（国会議員に相当）、地方首長を約80人を拉致し、評議会を機能停止に追い込んだ。カタールは国連安保理にイスラエルのガザ撤退および閣僚等の解放を求める決議案を提出した。しかし、7月13日、アメリカの拒否権で否決されている。また、同月12日から13日にかけて、日本の小泉純一郎首相はイスラエル、パレスチナを訪問し、イスラエルのエフード・オルメルト首相、パレスチナのアッバース議長と会談。しかしハニーヤ首相と会おうとはしなかった。小泉首相はヨルダンを含めた4ヶ国協議を提案し、それぞれの賛同を得た。しかし、イスラエルにガザ侵攻への自制を求めた件については「イスラエルの立場は明確だ」と退けられている。また、ハマース政権成立後では初めて、パレスチナに対する約3,000万ドルの人道支援を発表した。ただし、直接援助はイスラエルの反発に配慮し行わず、国際連合世界食糧計画などを介した形となる。
その後もイスラエルとパレスチナの断続的な衝突が続いた。11月1日、イスラエルは再びガザ地区に侵攻。7日までにパレスチナは軍民合わせて50人以上、イスラエルは兵士1人が死亡した。イスラエルは撤退を表明したが、翌8日すぐに攻撃を再開、ガザ地区北部のベイト・ハヌーンでパレスチナ市民が少なくとも19人死亡し、アッバース議長は「イスラエルは平和への機会を破壊している」と非難。ハマースは報復を宣言した。イスラエルは誤爆と主張。事件の解明まで攻撃を中止すると発表したが、パレスチナ活動家の暗殺は続けている。ベイト・ハヌーンの事件について、再びカタールは国連安保理に非難決議案を提出した。フランスなどの要求で、パレスチナ側のロケット攻撃も非難する修正案に改められたが、11月11日、やはりアメリカの拒否権で否決された（日本は棄権した）。
パトリック・オコナーによると、2000年から2006年11月3日までの、パレスチナ側とイスラエル側の犠牲者数の比率は39:10である。そして、イスラエル諜報機関の元長官アヴィ・ディクターは、分離壁の建設によって自爆テロを90%阻止することが出来たと証言している。 実際、自爆テロは未遂の時点で逮捕されているケースが多く、ハマース側が自粛しているのではなく、物理的に自爆テロが出来ない状況になっているという主張である。なお、このような状況下でハマースはロケット砲による無差別攻撃に攻撃を転換したとの指摘もある。
パレスチナ内部でも、米欧・イスラエルの支持を受けるファタハと、ハマースの内部抗争が続いている。2006年にハマースは選挙での多数を根拠に単独内閣を組んだものの、国際社会は認知しようとしなかった。ファタハとハマースの間で連立政権の交渉が進められたが、両者の抗争で2006年中だけで28人の死者を出している。
2007年には、両者の抗争で50人に及ぶ死者を出した。5月16日には、ハニーヤ首相の自宅に何者かの発砲事件があり、5月17日には、ハマースによるアッバース議長の暗殺計画が発覚。5度に及ぶ停戦合意がなされているが、合意の直後に抗争が再開される状況が続いている。6月11日からの抗争は、ハマースがガザ地区を武力占拠したことで、本格的な内戦に突入。アッバース大統領は非常事態宣言を出し、内閣の解散を宣言。イスラエルやアメリカは、ハマースを排除したサラーム・ファイヤード政権を正式な交渉相手と認めた。6月20日、アッバース大統領は「人殺しのテロリストたちとは対話はしない」と、ハマースを相手にしないことを表明した。
平行して、イスラエルによる攻撃も続いている。4月24日、ハマースはイスラエルによるパレスチナ自治区ヨルダン川西岸とガザ地区攻撃への報復として、ガザ地区からイスラエルにロケット弾の攻撃を行った。ハマース側はイスラエルの攻撃に対する応戦であり、停戦そのものを破棄するつもりはないと主張したが、イスラエルはガザ地区への空襲を繰り返し行い、さらに地上部隊の再侵攻を主張する声も強くなった。極右政党「わが家イスラエル」党首のリーバーマン副首相は「イスラエル軍がハマース壊滅のための地上作戦に踏み切らなければ、連立政権から離れる」と主張した。
5月20日には、ハマースのハリール・アル＝ハヤ立法評議員（国会議員）宅が空襲を受け、アルハヤはハマースとファタハの停戦協議のため不在で難を逃れたが、8人が死亡した。イスラエル側はアルハヤを標的にしたものではなく、付近にいた武装集団を狙ったものと主張した。5月21日、パレスチナ側の攻撃でイスラエル人1人が死亡すると、イスラエルのリブニ外相は共同記者会見で「停戦は幻想で、ロケット弾はハマースが平穏に乗じて武器の密輸を行った結果だ。われわれはハマースと戦い続ける」と述べた。また、同国のアビ・デヒテル警察相は、ハマースの事実上の最高指導者であるハーリド・マシャアルについて、「彼の存在は正当な標的である以上だ。困難な使命ではあるが機会さえあればいつでも、彼を我々の前から消すことだろう」と暗殺を公言し、さらにハニーヤ首相の暗殺についても「（イスラエルに対する）攻撃命令を出している者の中にハニーヤが連なっているならば、彼も正当な標的となる」と実行に含みを持たせた（「警察相、ハマース最高指導者の殺害を予告 - イスラエル * 2007年05月21日 20:10 発信地:イスラエル」）。
さらに、5月31日、ユダヤ教スファルディーの前首席ラビであるモルデハイ・エリヤフは、オルメルト首相に「ユダヤ人の戦争倫理によると、個人の不道徳な行為について、市全体が集団的な責任を負う。ガザではカッサムロケットの発射を止めないから、すべての人口に責任がある」と主張する手紙を出し、シナゴーグに内容を配布した。パレスチナ『エレクトロニック・インティファーダ』紙のアリ・アブニマーは、「イスラエルでこの類のパレスチナ人に対する大量虐殺をそそのかす憎悪が語られるのは珍しいことではない。では、ムスリムやパレスチナの指導者がこのようなことを言ったらどうなるか。イランのマフムード・アフマディーネジャード大統領が伝えられたところでは、イスラエルを取り除くことを述べたときに、国際社会がどう激しく抗議をしたかを私たちは知っている。イランのアフマディネジャドを非難して、ご機嫌取りをしていたすべてのEU官僚は、このイスラエルの前首席ラビに対して、同じような強く、公的な立場を取るのだろうか？」と批判した。
6月28日、イスラエルはガザに地上部隊を侵攻させ、軍民合わせて少なくとも12人を殺害。さらに、15歳から50歳の男性に家から出るように命じ、町の広場に集めさせた。
11月27日、アメリカの仲介で開かれた中東和平国際会議において、アメリカのブッシュ大統領、イスラエルのオルメルト首相、パレスチナのアッバース議長は和平交渉再開を確認した。だが、イスラエルは交渉再開を表明する一方、連日ガザ地区の攻撃や空襲を行い、11月30日には、ガザ再侵攻の準備が整ったことを発表した。
2008年1月、ブッシュ大統領はイスラエル、パレスチナを歴訪。1月9日にはイスラエルでオルメルト首相と会談し、1月10日には初めてパレスチナを訪問し、アッバース議長と会談した。ブッシュ大統領は、イスラエルの入植地について「1967年に始まった占領を終結させる必要がある」と述べ、またパレスチナ自治区を入植地が分断している現状について「スイスチーズ（穴あきチーズ）ではうまくいかない」と批判した。一方、パレスチナに対しては「テロとの戦い」の継続と、ハマースからのガザ地区奪還を要求した。しかし、イスラエルのガザ地区攻撃については「パレスチナ領域がテロ組織の天国になってはならない」と理解を示し、イスラエル領への帰還を望むパレスチナ難民についてはこれを認めず、保証金で解決する考えを示した。入植地についても、具体的にまとまったのはイスラエル政府が違法とする入植施設の撤去を約束したことだけで、既存の入植地・検問所については追認する考えを示すなど、イスラエルに有利な現状を追認するに留まった。『東京新聞』『中日新聞』は、これを「イスラエルの『独り勝ち』」と評した。パレスチナではブッシュに抗議するデモが行われ、イスラエルでの世論調査では、和平の進展に懐疑的な意見が多数を占めた。
並行して、ハマース側はイスラエルをロケット弾で攻撃し、イスラエルは報復にガザ地区を攻撃。1月15日にはガザ市街に侵攻し、民間人5人を含む17人を殺害した。ハマース側は、イスラエルの集団農場（キブツ）で作業していたエクアドル人ボランティア1人を殺害した。1月18日には、イスラエルの空襲でガザにある内務省ビルが破壊された。1月の間に、パレスチナ側からは少なくとも96人の犠牲者が出た。イスラエルのバラク国防相はロケット弾攻撃の報復にガザ地区の完全封鎖を指示し、国連の援助車両も閉め出した。燃料の供給が止まったため、ガザ地区唯一の発電所は操業不能となり、ガザの電気の1/3（イスラエル側の主張によれば、1/4）が供給できなくなった。また、食料などの生活必需品も、イスラエルの兵糧攻めにより深刻な状況となっているという。17日には、国連の潘基文事務総長が「パレスチナ人による襲撃の即時停止、ならびイスラエル軍の最大限の自制を求め」る声明を出したが、イスラエルとハマースはこれを無視した。
2008年2月28日、来日中のオルメルト首相は、コンドリーザ・ライス米国国務長官と会談し、同日帰国した。オルメルトは、攻撃の自重を求めるライスに対し、「脅威が去るまでは（攻撃を）続ける」とこれを拒否した。また、2月29日、イスラエルのマタン・ヴィルナイ国防副大臣は、「カッサムロケット弾がさらに撃ち込まれ、遠くまで着弾するようになれば、パレスチナ人はわが身のうえに大規模なהשואה（shoah、ショアー、ナチスによるユダヤ人大虐殺を意味する）を引きよせることになるだろう。というのは、我々は防衛のために全力を使うからだ。」 と述べ、ハマースが攻撃を止めないならば、パレスチナ人を大虐殺すると脅した。この発言にイタン・ギンツブルグ国防副大臣などは、「ショアーは災害を表す普通名詞で、ジェノサイド(大量虐殺)を意味しない」 と火消しした。ハマースは、この発言に「（やはりイスラエルは）新しいナチス」であったと反発した。
3月1日、イスラエルはガザ地区への地上部隊の侵攻を本格化させ、この日だけでパレスチナ側に61人の犠牲者が出た。イスラエル軍は、これを「暖冬作戦」と称している。イスラエル軍が、ハマースのロケット弾攻撃による死者が出たことを理由に攻撃を激化させた2月27日以降、ガザ地区からひとまず撤退した3月3日までの6日間に、パレスチナ側は116人（約半数は非戦闘員）、イスラエル側は3人（1人は非戦闘員）殺害されている。3月2日、国連の潘基文事務総長は、イスラエルに作戦中止を要請し、またハマースのロケット弾攻撃を「テロ行為」と批判した。しかし、イスラエルのオルメルト首相は「テロとの戦いをやめるつもりはない」と作戦継続を宣言し、これを拒否した。同日、パレスチナ自治政府のアッバース大統領は、ガザ侵攻を止めるまで和平交渉の中断を発表した。
3月3日、イスラエル軍はガザ地区から撤退し、ハマースは勝利宣言を出した。しかし、オルメルト首相は「寛大な措置を施す時期ではない。（パレスチナへの）応戦を続けるが、応戦は具体的な作戦や日時に限ったものではない」と再侵攻の意志を示し、さらにあるイスラエル政府高官は、3月4日と5日にアメリカのコントリーザ・ライス国務長官がイスラエルとパレスチナを訪問する予定に触れ、「（ライス）長官の訪問に合わせ、二日間の中休みを取っただけ」と言った。3月4日夜、イスラエル軍は戦車で再侵攻を行い、武装勢力幹部宅を襲撃し、幹部を殺害。ライス米国務長官は、アッバース大統領に対し、ガザ侵攻中止は和平交渉再開の条件にはならないとの見解を示し、またイスラエルのガザ侵攻については、「自衛の権利があることを理解する」とこれを容認した。アッバースは、和平交渉の再開は認めたが、双方の見解の相違もあり、具体的な日程の見通しは立っていない。イスラエルは、「暖冬作戦」の第2弾として、都市に隠された武器捜索を予定しているという。
3月6日、イスラエルの神学校にパレスチナ人の男が乱入、生徒ら8人を射殺し、男はイスラエル治安当局に射殺された。神学校は、ユダヤ人入植者の思想的拠点だった。アッバース大統領、ブッシュ大統領、潘国連事務総長らは相次いでテロ非難声明を出した。また、ブッシュ大統領は、オルメルト首相に電話で弔意を伝えると共に、「アメリカはイスラエルを強く支持する」と述べた。一方、ハマースは「（パレスチナ人）虐殺に対する自然な反応だ」と、犯行を支持する声明を出した。アメリカは、国連安保理でテロ事件として非難声明の採択を要求したが、リビアがイスラエルによるパレスチナ攻撃も非難すべきと主張し、採択は見送られた。犯行そのものについては、ハマースが認めたという報道 と、ヒズボラ関係者とする報道 があり、情報は錯綜している。
3月10日、エジプトの仲介で、イスラエルとハマースは当面の攻撃自制に同意した。しかし、オルメルト首相は「軍はガザで必要なだけ行動する」と述べており、また停戦の条件として、ハマースはイスラエルのガザ封鎖解除を、イスラエルはハマースの武器密輸停止を要求している。3月12日、イスラエルはベツレヘムなどでイスラム原理主義組織イスラム聖戦の幹部ら5人を暗殺し、イスラム聖戦はガザ地区からロケット弾で報復攻撃した。イスラエルはガザ地区を空襲し、イスラム聖戦の戦闘員4人を殺害した。
一方、パレスチナ自治区内のイスラエル入植地については、3月9日には、イスラエルは「9年前に決定していた」ことを理由に、ギバットゼーブ入植地の拡大を決定した。日本や国連などは、入植地拡大に懸念を表明した。3月31日にも、「拡大凍結の対象外」と主張し、東エルサレム郊外の入植地増設を発表した。ライス米国務長官は、「入植を止めるべきだ」と批判した。一方、イスラエルが設けている400以上の検問所・道路封鎖について、約50箇所で撤去を発表した。
4月に入ってもガザ地区での攻撃は続いており、4月中だけでパレスチナ側は46人以上、イスラエル側は10人の犠牲者が出ている。この他、4月16日には、ロイター通信のファデル・シャナが、イスラエル軍の砲撃で殺されている。また、イスラエルは国連人権委員会によって調査のためにイスラエル入りする予定であったリチャード・フォークの入国を、「イスラエルの行いをナチスと比べるなど、調査官として不公平」という理由で拒否した。
6月19日、エジプトの仲介でハマースとイスラエルは6ヶ月の停戦に踏み切った。断続的に衝突は続くもののまだ平和であった。しかし、11月4日、イスラエルはエジプトとの地下通路が掘られているという理由で空襲した。その結果、ハマースは停戦中として攻撃を手控えたが、イスラーム聖戦などが報復としてロケット弾を発射し、緊張が高まった。イスラエル系の諜報テロ情報センターは、ハマースは注意深く停戦を守り、一方で他の無法組織（イスラム聖戦などのこと）との衝突は避け、停戦を維持させるための政治面からの説得を試みていると分析している。

### 2008 - 2009：ガザ紛争
12月に入り、再度エジプトの仲介のもとで停戦延長をイスラエルは試みたが、ハマースが「イスラエルがガザの封鎖解除に応じなかった」と主張し、延長を拒否したため12月19日失効した。イスラエル側は、当初の合意事項であった「ガザに対する封鎖の段階的解除」は実質行われており、武器兵器などは勿論論外であるが人道物資などを初めとする様々な流通があったとしている。しかし、赤十字社は11月4日以降、封鎖は再び厳しくなり、ガザの状況を「破滅的」と報告した。国連調査官のリチャード・フォークは12月9日、イスラエルが流入を認める物資は「飢餓と病を避けるにはギリギリ」であり、イスラエルによる「パレスチナ人への集団的懲罰は人道に対する罪」であるとの見解を示した。また、ガザ地区からの輸出は、2月以来完全に禁止されたままである。
ヨルダン川西岸地区では、12月12日、イスラエルは主要入植地4箇所を含む西岸の6.8%を自国領として併合し、難民の帰国を5000人にとどめる提案を行った。イスラエルは当初の要求であった7.3%から譲歩したが、いずれにせよパレスチナ国家樹立に欠かせない土地であるとして、自治政府は要求を拒否した。
停戦の期限が切れる前から、ハマースはロケット弾や迫撃砲などで攻撃を再開。このハマースの度重なるロケット砲によってイスラエル人、一人が死亡した。 また、再三のイスラエル側からの警告があったにもかかわらず無差別のロケット砲攻撃をハマースはやめなかった。12月21日、イスラエル軍はガザ地区をヘリコプターで攻撃した。さらに12月27日（現地時間午前11:30、UTC午前9:30）、本格的にガザ地区を空襲し、同日だけで200人以上が犠牲者となった。イスラエル軍は、「ハマースのテロ作戦従事者」および訓練キャンプと武器庫を標的としたと声明を出した。なおイスラエルは武器輸入を止めないハマースを6ヶ月前、即ち停戦期間中からその拠点を調べ、今後起こりうるであろう軍事作戦の計画をしていた。 両者の交渉を仲介したジミー・カーターによると、イスラエルは非公式に、48時間ロケット弾を発射しないのならば、通常の15%の物資供給は可能だとの見解を示したが、ハマースは拒否し、その結果イスラエルの報復攻撃が始まったという。
2009年1月17日までの22日間で、地上戦も含めパレスチナ側で殺害された人数は少なくとも1300人（AFP通信、パレスチナ自治政府保健省）を数え、第三次中東戦争以来最悪の数である。イスラエル側の殺害された人数は13人（イスラエル政府筋、ただし味方の誤射で死亡した4人を含む。3人は民間人。ハマース側は、地上戦で10人を殺害したと主張）パレスチナ側死者のうち、イスラエル側主張 によれば、ハマースの戦闘員500人を殺害、130人を拘束 した。ハマースのアブジャアファル（仮名）小隊司令官は、殺害されたのは48人と主張した。家屋全壊は4100棟、損壊は17000棟。地上戦突入後は救急車が現場に向かえず、死者の実数は把握し切れていないという。
国際連合も、攻撃に巻き込まれた。国際連合パレスチナ難民救済事業機関（UNRWA）によると、イスラエル軍のガザ侵攻で、約15,000人の住民が自宅を失うなど難民化し、国連が設けた23箇所の避難所に収容中と発表した。避難所のうち、国連が運営する学校はイスラエル軍の砲撃で、少なくとも48人が殺害された。イスラエル側は、死者に数人のハマース戦闘員が含まれていると発表したが、UNRWAガザ事務所のジョン・ギング所長は「学校に戦闘員などいなかったし、校内からの攻撃もなかった」と反論した。またイスラエルは誤爆したことを認めたとジョン・ギング所長は語っているが、イスラエル軍は、誤爆を認めておらず、学校に導火線が張り巡らされているのを軍用犬が見つけ、ハマースの攻撃があったと兵士が証言している。
1月8日には、UNRWAの輸送トラックがイスラエル軍に砲撃され、1人が殺害された。UNRWAは、イスラエル軍が職員の安全を保証するまで活動を停止すると発表 したが、1月9日にイスラエル政府から安全確保の保証が得られたとして活動を再開した。1月14日、UNRWA本部が空襲を受け、支援物資の食糧・医薬品などが焼き払われた。また、3人が負傷した。
1月9日、国際連合人道問題調整事務所（OCHA）は、パレスチナ自治区ガザ地区のガザ市近郊のザイトゥン地区で5日、イスラエル軍が約110人のパレスチナ人市民を1軒の住宅に集めた上でそこに戦車で複数回砲撃を行い、子供を含む約30人が死亡したと発表した。
イスラエルのニシム・ベンシトリット駐日大使は2008年12月28日、「われわれは国民を守るために、ハマースの施設への攻撃実施を決めた。(ハマースが)何らかの対応をとった場合は、われわれも考え直すだろう。しかし、彼らが攻撃を続けるなら、われわれも攻撃を続ける」と主張した。
12月29日、米国家安全保障会議のジョンドロー報道官は記者団に「米国はイスラエルに自衛が必要であることを理解している」とイスラエルの正当性を擁護し、今回の事態の発端となったハマースの攻撃停止を要求した。イギリス、ドイツもイスラエルの自衛権の発動であると認め、さらにエジプトやパレスチナ自治政府さえもハマースの暴挙を非難している。ハマースは自治政府とエジプトの態度に「裏切り者」と反発した。また、エジプト情報当局は12月26日夜、48時間以内の攻撃はないであろうとの予測をハマース側に伝えていたが、ハマースが挙行した警察学校の卒業式会場などが空襲の格好の標的となり、死者を増やした。そのため、ハマースは「エジプトに騙された」と非難した。
一方、湾岸協力会議首脳会議は12月30日、イスラエル非難を声明した。国連の潘基文事務総長は29日までに連日双方に停戦を呼びかける声明を出したが、事実上黙殺されている。日本は12月31日、麻生太郎首相が民間人の犠牲に遺憾の意を表明し、イスラエルに対し速やかに攻撃の停止を求めた。
2008年12月30日と2009年1月1日、フランスは人道物資搬入のための48時間の停戦案を出したが、ハマースの継続的なロケット砲攻撃を停止するためには不十分であるとし、イスラエルは拒否した。イスラエルのリブニ外相は、仏ニコラ・サルコジ大統領に対し、「われわれは、ガザの人道的状況をあるべき姿に維持している」と主張した。ハマースは、イスラエルの攻撃停止とガザ地区包囲解除が停戦の前提との見解を示した。
12月29日、イスラエルのエフード・バラク国防相はハマースとの「全面戦争」を宣言した。

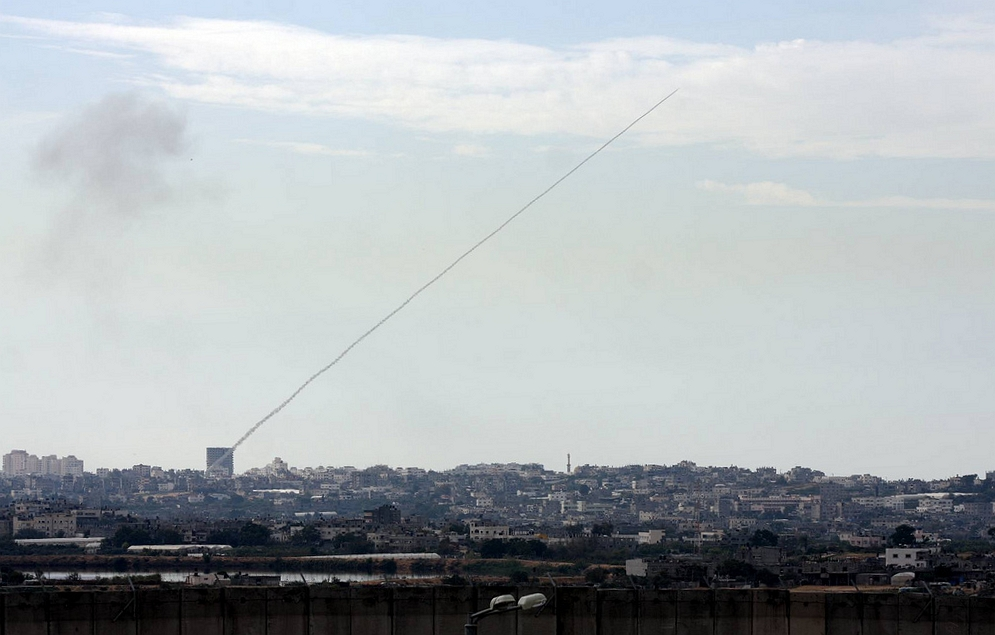
カッサムロケットのガザ地区での民間人地区からイスラエル南部に向けて発射, 2009年1月

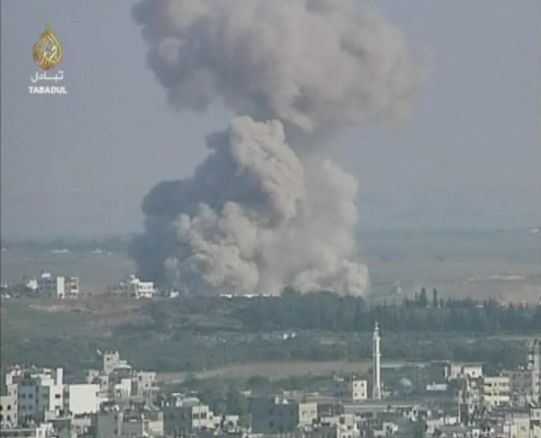
イスラエル軍の攻撃を受けるガザ地区郊外, 2009年1月

ガザ地区の住民は、ハマースの実効支配を理由に、地区外への避難は負傷者の手当などの特例を除き認められていない。2009年1月2日、イスラエルは非パレスチナ人に限り脱出を許可し、約200人が退去した。
一方、イスラエル世論の空襲支持は高く、イスラエル国内のメディア・『ハアレツ』紙2009年1月1日号によると、52%が空爆継続、19%が地上侵攻を支持。停戦支持は20%だった。また、2月に予定されているクネセト総選挙の議席予想では、空爆直前の調査では与党は定数120中55議席だったが、60に伸ばす見込みであるという。このため、攻撃は一説に2006年のレバノン侵攻失敗や自身の金銭スキャンダルを帳消しにしたいオルメルト暫定首相 ら与党側が仕組んだ「選挙対策」ではないかとする見方も出ている。
1月3日夜、イスラエル軍はガザ地区の地上侵攻に踏み切った。イスラエル軍はガザ地区に三方から侵攻し、ガザ地区を三分断。ガザ地区最大の都市ガザ市を包囲した。国連の潘事務総長はオルメルト首相に「深い懸念と失望」を伝え、攻撃の即時停止を求めた。パレスチナ自治政府とエジプトも地上戦開始に非難声明を出した。リビアが国連安保理にイスラエルを非難する停戦決議案を出したが、米英の反対で採決には掛けられなかった。フランスを中心とした欧州連合は停戦を働きかけたが、イスラエルは拒否。しかし、欧州連合はイスラエルとアッバース大統領の自治政府とは交渉しているが、ハマースを「テロ組織」とする立場から、ハマースへの直接交渉は一切行っていない。イスラエルも同様である。
米国ブッシュ大統領は1月5日、「自衛を望むイスラエルの立場を理解する」と述べ、イスラエルが目標を達成するまで攻撃を支持する構えを見せた。一方、米国は停戦の条件として〈1〉ガザを実効支配するハマースのロケット弾発射停止〈2〉エジプトからガザへの武器密輸ルートとなっているトンネルへの対処〈3〉ガザとイスラエルとの境界にある検問所の再開を提示したが、ハマースはイスラエル寄りであるとして拒否した。ハマースは同日、エジプトに外交団を派遣した。ベネズエラは1月6日、イスラエルへの抗議として、イスラエル大使を追放した。
1月7日、人道物資輸送のため、イスラエル軍は隔日で3時間の攻撃停止を行なった。これによりガザの住民はごく短時間ではあったが、安堵する時間が与えられた。しかし困難な状況は変わっていない。
1月8日のイスラエル軍によるUNRWAへの攻撃は、攻撃停止されているはずの時間帯であった。同日、国連安保理は英国提出による双方に「即時かつ永続的停戦を求める」決議を採択した。米国は拒否権発動を見送り、棄権した。しかし、当事者は停戦決議を無視した。また、米国の上下院は相次いでイスラエル全面支持の決議を行った。1月13日、ガザ市で地上戦に突入した。1月14日、ボリビアとベネズエラはイスラエルと断交した。イスラエル、ハマース双方は実質的にエジプトを介して停戦交渉中である。しかし、イスラエルは一切の譲歩を避けるため、一方的に停戦を宣言した。ハマースはこれを拒否し、その後も衝突は続いたが、1月18日にハマース側が1週間の停戦を表明したことで、一応の終結を見た。1月21日にイスラエル国防軍は、ガザ地区から撤退した。これは、1月20日のバラク・オバマの米国大統領就任に配慮したものといわれている。オバマは「イスラエルの自衛権」に理解を示す声明を出し、引き続き米国はイスラエル支持を鮮明にした。一方、ジョージ・ミッチェル元上院議員を中東問題特使に任命したが、米国最大のユダヤ人団体名誉毀損防止同盟のエイブラハム・フォックスマン委員長は、「ミッチェル氏は中立だ」「だから心配だ」と不満を口にした。
イスラエルはガザ地区の封鎖を継続しており、ハマースはもとより、他の住民も密輸トンネルの再建で対抗しようとしている。これは民生品が長期の包囲で不足しているためである。ハマースは1年の、イスラエルは1年半の停戦案を提示したが、進展は見られない。
双方による報道管制も行われている。特に、イスラエルは報道関係者のガザ地区への立ち入りを一切禁じ、アルジャジーラなど従来よりガザ地区に記者が駐在しているマスコミ以外は、直接取材は不可能に近い状況になっている。1月3日の地上侵攻作戦では、規制解除前に報じたイランの記者を逮捕した。1月9日には米3大ネットワーク（ABC、CBS、NBC）やCNN、欧州の主要メディアなどが連名で、現地取材を認めるよう声明を出した。イスラエル最高裁判所は、外国メディアの現地取材を認める判決を出したが、イスラエル国防軍側はまだ認めていない。
3月31日、イスラエルのベンヤミン・ネタニヤフ・リクード（団結）代表が、1999年以来10年ぶりに首相に就任した。

### 2010 - 2017：パレスチナ側の手詰まりと米トランプ政権発足
2010年4月13日、イスラエル国防軍の命令1649 およびイスラエル国防軍命令1650 が発効した。1969年の命令329で布告した規制を拡大するもので、「不法入国者」の定義を単に滞在・在住許可証を携帯していない者から、「ユダヤ・サマリア」でイスラエル国防軍の在住・在留許可を受けていない者に拡大した。これにより、ガザ地区出身者の、ヨルダン川西岸への立ち入りが実質的に許可制となり、パレスチナ人住民のガザ地区への追放も法制化された。
アメリカ合衆国仲介の和平交渉が暗礁に乗り上げ、12月には南アメリカ諸国においてパレスチナの国家承認の動きが起こった。
2011年5月15日、ヨルダン川西岸、ガザ地区、レバノンのイスラエル国境付近、シリアのゴラン高原などで、イスラエルの占領に抗議する集会・デモが行われ、国境を越えた参加者をイスラエル軍が砲撃・発砲し、合計で12人が死亡した。
9月9日から10日にはエジプト革命で政権が崩壊したエジプトで今度はイスラエル大使館がデモ隊に襲撃される騒ぎがあった。
9月23日にはパレスチナが史上初めて国際連合への加盟申請を行ったが、国際連合安全保障理事会において米国が拒否権を行使するとみられている。加盟申請後、アッバース議長は「アラブの春」になぞらえ「パレスチナの春」として独立を求めると声明を発表した。2011年10月31日には国際連合教育科学文化機関(UNESCO)の加盟国として承認された。
2012年11月29日、国際連合総会において参加資格をオブザーバー組織からオブザーバー国家に格上げする決議案が賛成多数で承認された。
11月30日、イスラエルは占領地の東エルサレムとヨルダン川西岸の入植地に計約3000棟の入植者住宅の建設を決定した。国連で、パレスチナをオブザーバー国家として承認されたことに対する報復としている。また、西岸の大規模入植地マーレアドミムと東エルサレムの間の「E1地区」などの建設計画手続き開始も盛り込まれた。「E1地区」は東エルサレムをヨルダン川西岸から完全に切り離し、またヨルダン川西岸の南北も事実上分断することになるため、「パレスチナ国家の樹立を困難にする」として米国が反対し、計画推進が見送られてきた経緯があった。
2014年4月23日、パレスチナのファタハとハマースは連立政権の組閣で合意した。ハマースをテロ組織とするイスラエルはこれに反発し、4月25日、和平交渉の中断を発表した。
6月12日、イスラエル人入植者である3人の少年が行方不明となった。イスラエル側はハマースの犯行と主張し、パレスチナ人約400人を逮捕、9-10人を殺害した。一方、ガザ地区から報復としてロケット弾などの攻撃があった。3人が遺体で発見されると、イスラエルは報復としてガザ地区を空襲した。7月2日には、パレスチナ人の少年が焼死体で発見され、ユダヤ人過激派6人がイスラエル側により逮捕された。7月8日、イスラエルは本格的なガザ侵攻を開始し、8月26日の一応の停戦までに、パレスチナ側2158人、イスラエル側73人の死者が出た。
12月25日、イスラエル最高裁はアモナ私設入植地（約50家族）について、パレスチナ人地主の訴えを認め、政府に入植者の退去を行わせるよう命じる判決を下した。私設入植地は「前哨地_(イスラエル)」（outpost=（辺境）開拓地、前哨基地）と呼ばれ、イスラエル政府公認では無いが、その暗黙の支持を得て占領地の各地に作られている。私設入植地に対する退去命令は過去にも判例があるが、政府はその多くの事例で、行政代執行を引き延ばしているという。
2014年の1年間では、パレスチナ側は2285人、イスラエル側は84人が紛争で殺害された。
2015年4月1日、パレスチナは国際刑事裁判所にオブザーバーとして加盟した。2014年のガザ侵攻などで、イスラエルを追及する方針である。イスラエルのネタニヤフ首相は繰り返し「加盟は容認できない」と批判。イスラエルは、同国が代行して徴収した税金をパレスチナ側に支払わずに凍結するなど、パレスチナ側への牽制を強めてきた。
6月30日、過激派組織「イスラム国」は、「ユダヤ人国家（イスラエル）」、ファタハ、ハマースに「宣戦布告」した。
2015年の1年間では、パレスチナ側は192人、イスラエル側は25人が紛争で殺害された。
2016年11月13日、イスラエルのネタニヤフ内閣は、私設入植地の合法化法案を閣議決定した。ネタニヤフ首相は反対したが、アイェレット・シャクド司法大臣の主導で決定した。
12月19日、イスラエルは、アモナ私設入植地の指導者と、撤去後の代地を用意することで合意した。イスラエル（国際法上のパレスチナ領・シリア領・国際管理地）は、公認の120の入植地（国際的には認められていない）の他、イスラエル国内法でも公認されていない、100前後の私設入植地が存在し、政府の暗黙の支援を受けているという。
12月23日、国連安保理でイスラエルのパレスチナ占領地への入植活動を「法的な正当性がなく国際法に違反する」とし「東エルサレムを含む占領地でのすべての入植活動を迅速かつ完全に中止するよう求める」決議（国際連合安全保障理事会決議2334）が採択され、賛成14票、反対0票、棄権1票で可決された。同様の決議に対し、しばしば拒否権を行使していた米国は今回は棄権した。イスラエルのネタニヤフ首相は「この恥ずべき反イスラエル決議を拒否する」と非難し、「オバマ政権は、国連でのこの暴挙からイスラエルを守ることに失敗しただけでなく、裏では共謀していた」と米国を非難した。また、採決を要請したセネガル、ニュージーランドから大使を召還し、賛成国のうち、日本を含む12ヶ国の駐イスラエル大使を外務省に呼び抗議した。さらにセネガル外相のイスラエル訪問を拒否し、同国への援助を打ち切った。ネタニヤフ首相はまた、ダン・シャピロ米国大使を呼びつけて直接抗議した。イスラエルや在米ユダヤ人の間では、決議は国連の反イスラエル姿勢を示すものという主張が大勢を占めた。パレスチナのアッバース大統領の報道官は、安保理決議は「イスラエルの政策にとって大打撃」になると評価した。
12月28日、米国のケリー国務長官は、安保理決議2334で米国が拒否権を行使しなかった件について、「イスラエルを孤立させているのは、和平実現を危険にさらす入植活動だ」とイスラエルを非難した。米国の主要閣僚が、公然とイスラエルを酷評するのは極めて異例である。ネタニヤフ首相は、「イスラエルに対する偏見」であり、「パレスチナ側のユダヤ人国家への反対という問題の本質にほとんど言及していない」と反論した。
一方、同年のアメリカ大統領選挙で当選を決めたドナルド・トランプは、選挙中から親イスラエルを公約しており、採決阻止に向けて動いていた（当初は12月22日採決予定だったが、1日遅れで採決された）。可決後、Twitterで安保理決議を「イスラエルの大きな損失は、平和交渉を難しくする」 と批判し、「頑張れ、イスラエル！　（自身の大統領就任日である）1月20日が近づいているぞ」とイスラエルを激励した。イスラエルもまた、公然とトランプ次期政権への期待を表明した。
2016年の1年間では、パレスチナ側は115人(うち、子供36人)、イスラエル側は12人(うち、子供1人)が紛争で殺害された。
2017年1月15日、フランス・パリで中東和平をめぐる国際会議が開催された。会議はフランス主催で、約70ヶ国が参加し、イスラエル・パレスチナ問題について、1967年以前の境界線に基づく二国家共存の支持を再確認した。イスラエル・パレスチナはともに不参加だったが、イスラエルのネタニヤフ首相は「無益だ」と非難する一方、パレスチナは会議の開催を支持した。
1月20日、トランプが正式にアメリカ合衆国大統領に就任した。トランプ政権は、従来の米国政権以上に親イスラエル政策を実行に移した。
1月22日、イスラエルのネタニヤフ首相は、占領地である東エルサレムでの住宅建設制限を撤廃すると表明し、566棟の建設を承認した。エルサレムのバルカト市長は、オバマ政権によって凍結の圧力を受けていたが、「イスラエルは今や新しい時代に入った」と声明を出した。パレスチナのアッバース大統領の報道官は、「イスラエルの建設承認を強く非難する」とロイターの取材に述べた。
1月24日、イスラエルは新たに約2400棟の入植地建設を承認した。PLOのサエブ・アリカット事務局長はAFPの取材に対し、「国際社会はイスラエルの入植地拡大に対し何らかの措置を講じるべき」と主張した。日本の外務省は、東エルサレムでの入植拡大を含めて「強い遺憾の意」を表明した。
1月31日、イスラエルは新たに約3000棟の入植地建設を承認した。1月だけで、イスラエルが新たに承認した入植地は6000棟を超えた。
2月1日、イスラエル警察と、アモナ私設入植地からの退去を拒む入植者との衝突が起きた。
2月6日、イスラエルはクネセトで、私設入植地、約4000棟を公認する法案「ユダヤ・サマリア入植地規制法」を可決した

。ただし、先に違法判決が確定し、強制代執行が行われたアモナ私設入植地は対象にならない。また同法により、パレスチナ人私有地に、ユダヤ人は無断で入植地を建設することが合法化され、入植地建設を目的とした土地収用が可能になった。パレスチナ人地主には、地代の125%に相当する補償金か、イスラエル側の用意した代地のいずれかが補償される。ただし、ネタニヤフ首相は法案に消極的で、連立与党のイスラエル我が家主導で成立させたという。また、アビチャイ・マンデルブリット司法長官は、同法が基本法に反しているとの見解を示した。アントニオ・グテーレス国連事務総長は声明で、「同法案は国際法に違反しており、イスラエルには大規模な法的措置が講じられるだろう」と批判した。米国は、イスラエルの裁判所の判断を待つとして、コメントを避けた。
2月8日、イスラエルの人権団体「Adalah」と、パレスチナのNGO「エルサレム法律扶助と人権センター」は、私設入植地の公認はイスラエル基本法に反しているとして、イスラエル最高裁に提訴した。
2月15日、米国のトランプ大統領はイスラエルのネタニヤフ首相とホワイトハウスで会談した。トランプは従来の二国家解決にこだわらず、「2国家と1国家のいずれも選択肢にある」と見解を示した。また、入植地については「少し控えて欲しい」と、これ以上の拡大に対する自制をネタニヤフに求めた。しかし2月16日、米国のニッキー・ヘイリー国連大使は「米国は二国家解決を絶対に支持している」と、トランプ大統領の見解を否定した。
3月30日、イスラエルはヨルダン川西岸・ラマッラーの北方に、新しいユダヤ人入植地の建設を承認した。ヨルダン川西岸で、新規の入植地建設は26年ぶりという。この入植地は、2月に強制退去が行われたアモナ私設入植地の代地となる
。米国は直接の批判を避けたが、「入植地の存在自体が和平の障害になるわけではないが、これ以上の無制限な入植地建設は和平交渉を進める助けにはならない」と懸念を表明した。
5月1日、ハマースは「ユダヤ人殲滅」を掲げる「ハマース憲章」を事実上修正し、安保理決議242および「アラブ平和イニシアティブ」の枠内でのパレスチナ国家建国を認める新指針を明らかにした。ただし、イスラエルの国家承認は否定した。ハマース報道官のファウジ・バルフムは、「世界への我々のメッセージは、ハマースは過激でなく、現実的で開明的な運動だということ。我々はユダヤ人を憎んでいない。我々が闘っているのは我々の土地を占領し、我々の人民を殺す者たちだ」と述べた。一方、イスラエルのデイビッド・キーズ報道官は、ハマースが「世界をだまそうとしているが成功しない」「彼らはテロ目的のトンネルを掘り、数多くのミサイルをイスラエル市民に向けて打ち込んでいる。これが本当のハマースだ」と批判した。
11月下旬、『ニューヨーク・タイムズ』によると、パレスチナのアッバース大統領はひそかにサウジアラビアを訪問し、ムハンマド・ビン・サルマーン皇太子と密談した。アッバースが関係者に語ったところによると、ムハンマドは「米国政府が提示したどの和平案よりもイスラエル寄り」の和平案を提示したという。その内容は、「パレスチナの独立は承認するが、イスラエルの入植地の大部分は残る。東エルサレムはパレスチナに与えられない。パレスチナの首都として、東方に隣接するアブ・ディスを提示する。またイスラエルに割譲する代地として、シナイ半島の一部をパレスチナに譲渡する。パレスチナ難民の帰還権は存在しない」というものだった。見返りに、サウジアラビアからの援助増額を提示したが、いずれもアッバースは拒否したという。ホワイトハウスとサウジアラビア政府は、共に記事内容を否定し、アッバース大統領のナビル・アブ・ルディーネ報道官も「フェイクニュース」と否定した。しかし、ハマースやファタハの関係者、レバノンや西欧の政府関係者の発言として、同様の「和平案」は確かに存在すると報じた。
12月6日、アメリカはエルサレムをイスラエルの首都であると承認した。国連安保理での米国非難決議は、米国の拒否権で否決された。パレスチナは米国の拒否権発動を受けて、国連総会開催を呼びかけた。
12月21日、国連総会の緊急特別会合は、エルサレムに外交使節（暗に大使館）を設置しないよう求める決議を、賛成128、反対9（イスラエル、アメリカ合衆国、グアテマラ、ホンジュラス、マーシャル諸島、ミクロネシア連邦、ナウル、パラオ、トーゴ）、棄権35、欠席21で可決した。ただし、法的拘束力は無い。イスラエルのネタニヤフ首相は、国連を「うそ議会」と呼び、投票結果を拒否すると非難した。パレスチナの報道官は「パレスチナの勝利」と歓迎した。米トランプ政権は、「賛成国への経済援助を打ち切る」と圧力を掛け、日本にも水面下で反対か、少なくとも棄権するよう求める打診があった。日本は、米国を除く五大国全てが賛成に回る見込みであること、反対すれば従来の「二国家解決」支持と矛盾する恐れがあること、決議案が米国の名指しを避けたことなどを理由に賛成に回った。
2017年の1年間では、パレスチナ側は96人(うち、子供20人)、イスラエル側は17人(うち、子供0人)が紛争で殺害された。

### 2018 - 2021：「繁栄に至る平和」と「アブラハム合意」
2018年1月3日、米国のトランプ大統領はTwitterで「（和平）協議の一番難しい部分のエルサレムを議題から外した。だが、パレスチナ人には和平を協議する意志がない。今後、膨大な支援額を支払う理由などあるだろうか」と、パレスチナに対する報復を示唆した。
1月14日、パレスチナのアッバース大統領はファタハ中央委員会で演説し、「トランプ大統領の和平案は『世紀のびんた』だ」と非難した。アラビア語で「合意案」と「びんた」の発音が似ていることから来た表現で、それほど侮辱的な内容という意味である。
1月16日、アメリカ合衆国国務省は、国連パレスチナ難民救済事業機関（UNRWA）に対して1月上旬に支払う予定だった拠出金1億2500万ドル（約138億円）のうち6500万ドルを凍結すると発表した。国務省のナウアート報道官は「（凍結は）誰かを罰することを狙ったものではない」「UNRWAの資金が最善の使い方をされているか確認する必要がある」と主張した。
3月、イスラエルのテレビ局『Channel 10 News』によると、サウジアラビアのムハンマド皇太子はニューヨークのユダヤ人指導者との会合に出席し、パレスチナに対して「（米国の）和平案の受け入れを開始するか、"黙っている "べき」との見解を示した。また、「過去40年間、パレスチナ指導者は何度も何度も機会を逃し、与えられたすべての申し出を拒否してきた」と非難し、パレスチナ問題よりもイラン対策の方が緊急の課題であるとの見解を示した。この発言は、前年12月の『ニューヨーク・タイムズ』の報道を裏付ける内容で、アラブの指導者がイスラエル寄りに舵を切ったことを示していた。
3月30日、ガザ地区で、パレスチナ難民の帰還を求める大規模なデモが行われた。数万の群衆がイスラエル軍と衝突し、パレスチナ側は少なくとも16人が殺害された。イスラエル軍は、パレスチナ側が先に発砲したと主張した。このデモは「帰還の大行進」を号し、アフマド・アブー・ルテイマのFacebookでの呼びかけをきっかけに行われた。「帰還の大行進」は2019年12月27日まで断続的に続いたが、イスラエル軍によって214人が殺害された（イスラエル軍の死者は0人）。
4月15日、アラブ連盟は、イスラエルによるエルサレムの首都宣言を「無効で違法」と批判した。しかし、米国の名指しは避け、具体的な制裁なども決議されなかった。
5月9日、イスラエル国防軍は「ユダヤ・サマリア」に命令1797を布告した。これは、イスラエル軍が「違法」と判断した新築建造物（未完成または竣工6ヶ月以内または居住30日以内の建造物）を、従来の司法手続きを省略して、96時間以内に異議申立が無ければ一方的に破壊できる内容である。軍律自体は、ユダヤ人入植者も対象となるが、パレスチナ人住民の建築許可が困難な現状で、パレスチナ人を主要な標的にした内容であると『ハアレツ』のアミラ・ハス記者は指摘した。
5月14日、米国は在イスラエル大使館をエルサレムに移転した。ガザ地区ではパレスチナ人による大規模な抗議集会が暴動に発展し、イスラエル軍が発砲した。パレスチナ側によると、5月15日時点で55人が殺害され、約2700人が負傷した。5月18日までに、パレスチナ側の死者は61人にのぼり（3月30日 - 5月13日の死者を含めると、118人）、2014年のガザ侵攻以来、1度の衝突では最多の死者となった。
パレスチナのアッバース大統領は、「本日またしても、我が民に対する虐殺が続く」とイスラエルを非難し、3日間の服喪を発表した。国連のフセイン人権高等弁務官は、「イスラエルの発砲で何十人が死亡し、数百人が負傷したのは、衝撃的だ」と、「甚だしい人権侵害」を非難した。一方、イスラエルのネタニヤフ首相は「テロ組織ハマースは、イスラエル破壊の意図を宣言し、この目的達成のため国境フェンス突破を目指して何千人を送り込んでいる。我々は自分たちの主権と市民を守るため、引き続き断固たる行動をとる」と主張した。米ホワイトハウスのラージ・シャー報道官は、「大勢が悲劇的に死亡した責任のすべては、ハマースにある」とイスラエル支持を表明した。クウェートは、国連安保理での調査を要求したが、米国の反対で採決はできなかった。
6月16日、イスラエル国防軍は、ガザ地区から風船爆弾（正確には「風船焼夷弾」）を飛ばした集団を攻撃したと発表した。ガザ地区を実効支配するハマースの治安当局によると、ドローン（小型無人機）の攻撃を受け、2人が負傷した。イスラエル南部消防当局によると、発火物を取り付けた風船や凧による火災は、3月30日以降だけ約300件を超えるという。
8月24日、米国国務省高官によると、トランプ政権はパレスチナへの約2億ドル（約222億円）の経済支援を撤回し、他の用途に資金を振り向けることを明らかにした。
8月31日、米国のナウアート報道官は、UNRWAへの資金拠出を停止すると発表した。従来、UNRWA予算の1/3～1/4程度を米国が負担していたが、1月に行った拠出額の削減に留まらず、それが全く途絶えることになった。ナウアートはUNRWAの運営に「修復不可能な欠陥」があると指摘し、パレスチナ難民の子供達に対しては「国連機関を通じない直接支援などを検討する」と表明した。
UNRWAは、パレスチナ難民を、1948年のイスラエル建国当時の難民及びその子孫と定義しており、その数は2017年1月現在で534万人に上る。米国はこの中から、子孫を難民から外すように主張していた。子孫を外せば、いずれ難民は全員死亡して居なくなるからである。これはイスラエルの意向を反映したものだが、UNRWAは応じていなかった。UNRWAの予算は当面、EU、日本など約40ヶ国の拠出金の増額で凌ぐことになった。
9月11日、米国国務省は在パレスチナ総代表部の閉鎖を発表した。ジョン・ボルトン大統領補佐官は、9月10日の講演で「米国は常に、友人で同盟国のイスラエルの側に立つ」「パレスチナがイスラエルとの意味ある直接交渉への一歩を拒否し続ける限り、総代表部を開くことはない」と主張していた。
9月12日、国連貿易開発会議（UNCTAD）は、2017年にパレスチナ自治区の失業率が27%を超え、農業生産も11%減ったとの報告書をまとめた。国際援助の減少やイスラエルによる経済封鎖が理由としている。パレスチナの失業率は、世界最悪水準にあるという。また、ガザ地区では2008年からのガザ侵攻で生産的資本蓄積の6割が失われ、2014年のガザ侵攻では、残っていた生産的資本の85%が失われた。世紀の変わり目（2001年）と比較して、実質所得は3割減り、2018年初めの電力供給は、1日平均2時間であった。
一方、この間のイスラエルの経済成長は順調だった。2000年の第二次インティファーダ勃発当初こそ国内総生産(GDP)は0.2%pointのマイナス成長を記録したが、2006年のレバノン侵攻、2009年と2014年の2度のガザ侵攻は、イスラエルの経済に大きな影響は与えず、国内総生産は3-5%point前後の成長を続けた。治安対策による検問強化などで、パレスチナ人のイスラエルでの就労は減少したが、中国などからの出稼ぎ労働者で補うことができた。他方、パレスチナの対外貿易の8割はイスラエルで占められ、紛争下においてもむしろイスラエルからの輸入は増えた。こうした事情で、イスラエルでは経済面においても、パレスチナと和平の必要がなく、パレスチナはイスラエルに依存せざるを得ないという認識が浸透していった。
2018年の1年間では、パレスチナ側は290人(うち、子供56人)、イスラエル側は14人(うち、子供0人)が紛争で殺害された。
2019年2月13日 - 2月14日、米国主催でポーランドで中東の安保問題を協議する閣僚級会議が開催された。主としてイラン包囲網を策したもので、イスラエルとアラブ諸国が一堂に会する異例の機会となった。パレスチナは「（米国和平案による）パレスチナの大義を終わらせようとする試み」を警戒し、アラブ諸国にボイコットか、少なくとも派遣する代表の格下げを呼びかけた。イスラエル首相府は協議後、アラブ首長国連邦、バーレーン、サウジアラビアの出席者のオフレコ発言をYouTubeに公開した。公開は手違いであるとしてすぐに削除されたが、シリア駐留のイラン軍に対するイスラエルの攻撃を「自衛権の行使」と擁護したり、イスラエル・パレスチナ問題より、イランをより大きな脅威という前提で、イスラエルとより近い関係にあるといった発言があった。
3月22日、米トランプ大統領はTwitterで、「今こそ米国は、ゴラン高原のイスラエルの主権を認める時が来た」と表明した。従来は米国を含め、ゴラン高原はシリア領と認識し、イスラエル領有を公認した国家・政権は存在しなかった。
3月25日、米国は、ゴラン高原をイスラエル領と正式に承認した。
米国・トランプ政権では、2017年11月から、トランプの娘婿であるジャレッド・クシュナー大統領上級顧問が中心になって、ディナ・ハビブ・パウエル大統領副補佐官、デービッド・フリードマン駐イスラエル大使らと共に、新たな和平案の腹案を練っていた。クシュナーらはいずれも親イスラエルで知られ、従ってイスラエルに有利な案が取り沙汰された。これまでに報道された和平案の内容も、それを裏付けるものだった。一方、クシュナーの相談を受けた、元外交官のアーロン・デービッド・ミラーによると、クシュナーは「イスラエル人とパレスチナ人にも歴史の話をするなといった」と述べ、白紙で一から和平案を作る考えを示した。
6月25日 - 26日、米国主催でバーレーンで行われた会議「繁栄に向けた和平（繁栄に至る平和）」で、まず「経済部分」の素案が発表された。パレスチナ・エジプト・レバノン・ヨルダンへの約500億ドルの投資を目玉としたが、出資者が誰になるかは、アラブ諸国の出資に期待するとした。パレスチナ側は「パレスチナに国家樹立を諦めさせるための買収劇である」として出席をボイコットした。イスラエル側は直接の出席はしなかったが、代わりに民間のビジネスマンを出席させた。
同日、クシュナーは「アルジャジーラ」の取材に応え、トランプ政権は従来と「異なる」アプローチをしており、その一つがパレスチナの財政的コミットメントの優先だと説いた。また、アラブ諸国は2002年に採択された「アラブ和平イニシアティブ」をパレスチナ問題の基本線としていた。これは原則として、安保理決議242に基づく要求である。しかしクシュナーは、それは不可能だと主張し、イスラエルの立場との妥協をすべきだと主張した。また、エルサレムをイスラエルの首都と公認したことを、「主権国家であるイスラエルには、首都を決める権利がある」と改めて擁護した。
11月4日、ヨルダン川西岸の、150以上のユダヤ人入植地を管理するイェシャ評議会の次期委員長に、デイビッド・エルハヤニが選出された。エルハヤニは「併合の時が来るまでに、パレスチナ人によるC地区の乗っ取りを防ぎ、（我々の）インフラ改善要求を、積極的に行う必要がある」と、入植地の早期のイスラエル併合を主張した。占領地のC地区は本来、パレスチナに移管されるはずであったが、イスラエルでは固有の領土という認識の元、永続的な支配が公然と主張されるようになっていた。
11月6日、UNRWAのクレヘンビュール事務局長が、職権濫用の疑いで事実上の辞職に追い込まれた。
11月18日、米国のマイク・ポンペオ国務長官は記者会見で、ヨルダン川西岸のイスラエル入植地は、国際法に反しているとは認識しないとの見解を示した。これは従来の政府見解を変更するものであるが、ポンペオは1981年にレーガン元大統領が示した見解を正当としたと述べた。イスラエルのネタニヤフ首相は、米国の方針転換を「歴史の過ちを正す」ものだと歓迎した。PLOのアリカット事務局長は、「世界の安定と安全、平和」を危険にさらすものと批判した。
12月1日、イスラエルのナフタリ・ベネット国防相は関係当局に、ヘブロンの内側にあるユダヤ人入植地を拡大するよう指示した。このことで、ユダヤ人入植者を800人から倍増させるとしている。
2019年の1年間では、パレスチナ側は149人(うち、子供31人)、イスラエル側は10人(うち、子供1人)が紛争で殺害された。
2020年1月5日から6日にかけて、イスラエルはヨルダン川西岸での、新たに入植地1900棟の計画を承認した。日本の大鷹正人外務報道官は「強い遺憾の意」を表明した。
1月8日、イスラエルのベネット国防相は、C地区を「領土」と称し、「C地区を（併合するための）『戦い』をパレスチナと進めている」と述べた。ベネットは、入植地の建築を進めることで、10年以内に100万人のユダヤ人を移住させると述べ、「我々は国連にはいない」と述べた。また、パレスチナ人の「違法な」建築を止めるために何もしなかったとネタニヤフ政権を非難し、EUが「違法」建築に資金を提供していると非難した。またベネットは翌週、7つの「自然保護区」を新たに承認した。これは、名目は自然保護区だが、パレスチナ人の立ち入りを禁じることで、事実上イスラエルの支配を進める施策である。
1月28日、米国のトランプ大統領とイスラエルのネタニヤフ首相は、共同で和平案"Peace to Prosperity"（「繁栄に至る平和」）の全文を発表した。クシュナーの素案に基づくもので、主な内容は以下の通りである。
- 前提認識。パレスチナ・イスラエル両者とも、平和を望んでいる。しかしパレスチナはテロ組織であるハマースによるイスラエルへの攻撃、自治政府の腐敗や失政、テロを煽動する法律・教育や政府系メディアなどの問題を抱えている。他方、イスラエルはエジプトと国交を結んだ時に平和のために広大な領土と交換したなど、暴力とテロの被害にもかかわらず、常に平和を望んできた。すなわち、紛争の全責任はパレスチナ側にあるとする
- パレスチナの独立を承認するが、イスラエルの脅威にならないようにする。必然的に、治安維持や航空交通管制などにおいて、パレスチナの主権は制限される
- パレスチナの非軍事化。テロ組織であるハマースなどの武装解除。イスラエルの安全を脅かさないため、軍備を認めない。外交権も制限され、イスラエル・米国に対する一切の政治的・司法的戦争を禁じる（すなわち、本和平合意内容に対する、国連安保理や国際司法裁判所などを通した一切の異議申立が禁止される）。パレスチナがこれらを遵守した場合は、米国はパレスチナを国際機関の一員として受け入れるよう働きかける
- 安保理決議242を含む国連決議の否定。決議は「相互に矛盾」しており、「歴史的役割は尊重」するが、複雑な問題の解決を妨げると認識
- イスラエルに誤りの余地は無い。米国は、イスラエル国家と国民が、より安全になると信じる妥協案の作成を要請するだけである
- 自衛戦争で得た領土から撤退したのは、国際的にも珍しいことである。イスラエルは、1967年以降の占領地の88%から既に撤退しており[注 12]、イスラエルと米国は、安保理決議242は1967年以前の領域の100%提供を法的に拘束したものでは無いと認識している[注 13]
- イスラエルをユダヤ人国家として、パレスチナをパレスチナ人国家として相互承認する
- イスラエルが実効支配する入植地の97%を、イスラエル領として承認。ヨルダン川西岸の3割が新たなイスラエル領となる。また、ヨルダンとの国境線は、イスラエルの安全保障に必要であるから、全てイスラエル領とし、パレスチナをイスラエル領内に孤立させる。イスラエル領内のパレスチナ人所有地の扱いは、追って交渉する
- また、和平案として示した地図では、シリア領ゴラン高原、ヨルダン領グマル、アル・バクーラ[注 14] をイスラエル領としている
- 入植地によって生じたパレスチナの飛び地は、道路・橋・トンネルの建設により相互の交通を保証する。ただし、イスラエルの安全保障を優先する
- 和平交渉が始まれば、イスラエルは新たな入植地の建設を4年間凍結する
- 代地として、ヨルダン川西岸のごく一部（パレスチナ人住民の多い地域）と、エジプト国境のネゲヴ砂漠の一部をパレスチナに譲渡する
- エルサレム全域をイスラエルの首都として承認。パレスチナの首都としてアブ・ディスなどを提案
- 貿易港の利用は、イスラエルが安全と認めるまで最低5年間はガザ地区の港は認めず、その間はイスラエル及びヨルダンの港を利用するものとする
- 国連が認めていた、パレスチナ難民の帰還権の否定。国連パレスチナ難民救済事業機関（UNRWA）の解体。パレスチナ国家への移住は、「イスラエルの安全を脅かさない範囲で」認め、残りは現在の難民受入国またはイスラム協力機構加盟国で引き取る
- パレスチナは報道の自由・表現の自由・自由な選挙・信教の自由などを遵守する義務を負う。また、近隣諸国への憎悪を煽る教育その他一切の行動、同様に本協定に反する教育・煽動などを禁じる
- パレスチナおよび周辺地域（エジプト、レバノン、ヨルダン）への、10年間で総計約500億ドル（約5兆5000億円）の投資
- 市場経済による経済振興、社会基盤・教育・医療などの整備、生活の質の改善、政府機構の改革を行い、汚職を断つ。パレスチナ指導部は、日本、韓国、シンガポールの政府が困難に立ち向かったのと同じようにすべきである

トランプはTwitterで、イスラエルとユダヤ人のための和平案であることを自賛した。パレスチナの国家承認を除き、全面的にイスラエルの主張に従った内容で、ネタニヤフは「我々の主権を認めた」内容を歓迎した。パレスチナのアッバース大統領は、この案を「歴史のごみ箱に投げ捨てる」と拒否した。また、元パレスチナ情報庁長官のムスタファ・バルグーティは、和平案の地図におけるパレスチナは、「かつての南アフリカにおけるアパルトヘイトでのバントゥースタンと同じ」「唯一の違いは、パレスチナ人の孤立した地理的状況はゲットーとも比較される」と非難した。さらに、パレスチナは安保理非常任理事国のチュニジアの協力を得て、和平案に反対する決議案を安保理採決に掛けるよう働きかけた。アッバース大統領はまた、イスラエル・米国との、（ヨルダン川西岸での）治安協力を含む全ての協力を打ち切ると表明した。
この他、ラビン政権・バラック政権当時にイスラエル側で交渉に携わったダニエル・レヴィは、「降伏文書と和平案には違いがある。しかし、降伏文書の条件であっても、敗者側の自尊心を形だけでも保つやり方で作成されれば、この和平案よりはもっと永続する可能性が大きいだろう」「この案は、アメリカ人（さらにはイスラエル人）からパレスチナ人への憎悪の手紙である」と批判した。
一方で、ユダヤ人入植者からは、「ユダヤ・サマリア」がイスラエル固有の領土という認識の元、入植地が敵対的なパレスチナ自治区に「包囲」され、これ以上の入植拡大が望めなくなることへの危機感も表明された。また、イェシャ評議会のエルハヤニ委員長は、併合が一時凍結されたことを「クシュナーはナイフでネタニヤフを背後から刺した」と非難した。エルハヤニによると、当初、米国はパレスチナが48時間以内に和平案に応じなければ、イスラエルの併合強行を認める予定だったが、後から翻意したという。
クシュナーはイアン・ブレマーによるインタビューで、パレスチナ側の批判に次のように反論した。「パレスチナは、長い間被害者カードを使ってきた」「和平案はイスラエルにとって大きな妥協だ。なぜならイスラエルにとって妥協をするこれと言った理由がないからだ。イスラエルがすでに強い国で、さらにその力を増す中で、我々が彼らに妥協を迫ったのだ」。
サイモン・ウィーゼンタール・センターのエイブラハム・クーパー副所長は、パレスチナ側の主張する国境線は、イスラエルにとって「ヨルダン（川西岸）と地中海の間の幅がわずか9マイル（約14.48㎞）しかな」く、「テロリストやイランのミサイル攻撃の格好の標的となり」、「自殺行為」であるから、同意すべきでは無いと主張した。また、「国連とその構成部分は、総会、国連人権理事会、国連救済事業庁（UNRWA）を含む、無限の反イスラエルの決議とイニシアチブを打ち出して来たが、パレスチナの侵略は何十年にもわたってフリーパスを与えている」と主張した。さらに、「ドイツにはユダヤ国家を決して危険にさらしてはならない義務がある」と主張し、チュニジアが安保理採決を予定している和平案非難決議案に賛成しないよう牽制した。
2月3日、スーダンのアブデル・ファタハ・ブルハン（Abdel Fattah al-Burhan）最高評議会議長は、法的には交戦状態にあるイスラエルのネタニヤフ首相と会談した。PLOのアリカット事務局長は、「パレスチナの人々を背中から刺すようなまねだ」とスーダンを非難した。
2月6日、チュニジアはバーティ国連大使を解任した。和平案非難決議案提出を阻止しようとする、米国の圧力に屈したと取り沙汰された。
2月9日、アフリカ連合は米トランプ政権が公表した和平案は違法であると強く非難した。また、「パレスチナの大義」への連携を表明した。
2月11日、パレスチナのアッバース大統領は国連安保理で、米国による和平案の拒否を呼びかけた。しかし、非難決議案の採決を行うことはできなかった。外交筋によると、米国は採決阻止のため安保理各国に強い圧力を加えており、欧州の一部の国でさえ、採決には消極的だったという。
2月12日、国際連合人権高等弁務官事務所(OHCHR)は、国際法で違法と見なされているイスラエル入植地に関わる112法人の一覧を公表した。内訳は、イスラエル94社、米国6社、オランダ4社、英国・フランス3社、ルクセンブルク・タイ各1社。これは、2016年3月24日に採択された人権理事会決議31/36に基づく公表である。イスラエルのネタニヤフ首相は、「わが国をボイコットする者は何人であろうとボイコットする」「この卑劣な試みは断じて受け入れられない」と強く反発し、報復をほのめかせた。一方、パレスチナのマルキ外相は、リスト公表を「国際法と外交努力の勝利」と評価した。
2月25日、イスラエルは東エルサレムに5000棟、隣接するE1地区の入植地に3500棟の建設計画を発表した。ネタニヤフ首相は「E1の建物は "巨大な意義 "を持っている」と強調した。PLOは、イスラエルは国際法に違反しており、安保理の支持する2国家解決案に反していると改めて非難した。また、PLOのアリカット事務局長はTwitterで、「実行されれば2国家解決は終わりです」と非難した。日本の大鷹外務報道官は、入植地計画推進に「強い遺憾の意」を表明した。
5月6日、イスラエルのベネット国防相は、ヨルダン川西岸のユダヤ人入植地を、新たに7000棟許可したと発表した。ベツレヘム近郊のエフラト入植地に「数千棟」の建築を認めたという。
5月17日、イスラエルのネタニヤフ首相は閣議で、ヨルダン川西岸のユダヤ人入植地を自国に併合する法整備について、早期実現する考えを示した。新型コロナウイルス感染症 (2019年)（COVID-19）以外の法案は当面保留する方針だが、入植地併合は例外とした。ネタニヤフ政権は、「青と白」との連立合意 の中で、併合に向けた議論を7月以降に始めると明記した。
5月19日、アラブ首長国連邦(UAE)のエティハド航空は、新型コロナウイルス関連の支援物資を、国交の無いイスラエルのベン・グリオン国際空港に輸送した。エティハド航空は「パレスチナに医療物資を提供するため、人道支援に特化した貨物便を（UAEの首都）アブダビから（イスラエルの）テルアビブに運航した」とする声明を出した。AP通信によると、アラブ首長国連邦からイスラエルへの商業便の直行は、これが初めてである。しかしパレスチナは、支援物資の受け取りを拒否した。パレスチナ政府筋の発言として、支援物資はパレスチナに事前の連絡が無く、イスラエルと国連のみに了解を取ったこと。また、アラブ諸国によるイスラエルとの国交正常化への動きに利用されることに、不快感を表明したことが報じられた。
同日、パレスチナのアッバース大統領は、パレスチナ自治政府がイスラエルや米国と結んだすべての合意や理解を放棄したとみなすことを改めて発表した。イスラエルが米国の合意の元、7月1日以降に入植地の併合を実行すると表明したことへの抗議である。これにより、安全保障を含む全ての協力が停止したほか、イスラエルが（本来はパレスチナが行う分を）徴税した税金の送金も、受け取りを拒否した。パレスチナは収入の8割を失い、職員の給与支払にも困窮するようになった。また、国際連合人道問題調整事務所(OCHA)および世界保健機関(WHO)は、パレスチナの協力停止により、新型コロナウイルスをはじめ、必要不可欠な医療へのアクセスが危機的状況にあると指摘した。イスラエルは、自国への入国許可を直接受け付けると表明したが、WHOは、携帯電話を通したイスラエルの許可受付アプリは、プライバシー上の懸念があると指摘した。
5月30日、東エルサレムで、イスラエルの警察官が、パレスチナ人男性を射殺した。警察官は、男性が拳銃を所持していることを疑い、止まるように命じたが男性は従わず、発砲した。男性は自閉症による知的障害があり、付き添いがそのことを訴えたが、警察官は聞かず、さらに発砲して止めを刺した。男性は武器を何も持っていなかった。パレスチナ人たちは抗議デモで、「黒人の命は大切」にならって「パレスチナ人の命は大切」と訴えた。5月31日、ガンツ国防相は「極めて遺憾」であると表明し、迅速な調査を行うことを明らかにした。イスラエルの人権団体"B'Tselem"によると、2011年4月から2020年5月までの間に、イスラエルの治安部隊は、イスラエル領およびイスラエル占領下のパレスチナ自治区で、パレスチナ人3408人を殺害した。しかし、イスラエルの治安部隊で有罪となったのは5人だけであった。
6月9日、アラブ首長国連邦は、再び新型コロナウイルス関連の支援物資をイスラエルに輸送した。パレスチナはこれも、事前の連絡が無かったとして受け取りを拒否した。なお、当初の支援物資は、ガザ地区を実効支配するハマースが引き取った。
同日、イスラエル最高裁は、2017年に制定した私設入植地合法化法は、基本法に反すると判決を下した。同法は、成立時から基本法違反の指摘があり、成立後すぐに施行を停止されていたが、人権団体によると、これまでに50以上の私設入植地が公認されていたという。
6月12日、アラブ首長国連邦のユセフ・アル・オタイバ駐米大使は、イスラエル紙『イェディオト・アハロノト』に寄稿した。オタイバはイスラエルの併合政策を批判する一方、UAEとイスラエルの「より緊密でより効果的な安全保障の協力が可能」であると主張した。
6月23日、ロイターによると、「米政府当局者と協議に詳しい関係筋」の情報として、米国のクシュナー大統領上級顧問、オブライエン大統領補佐官（国家安全保障担当）、バーコウィッツ中東担当特使、フリードマン駐イスラエル大使の4人が、イスラエルによる併合を承認するかどうかの協議を開始した。トランプ政権は併合を承認する方向だが、「イスラエルの急激な動き」を容認すればパレスチナを協議に参加させられなくなることを恐れ、エルサレムに近い複数の入植地の（イスラエルの）主権承認から段階的に検討しているという。
6月24日、国連安保理のオンライン会合で、国連のグテーレス事務総長は「イスラエル政府に対し、併合計画の放棄を求める」と呼びかけた。ベルギー、イギリス、エストニア、フランス、ドイツ、アイルランド、ノルウェーの欧州7か国は共同声明で、「国際法の下、併合は、われわれのイスラエルとの親密な関係に影響を及ぼすことになる。また併合をわれわれが承認することはない」と警告した。アラブ連盟のアハメド・アブルゲイト事務局長は併合について、「将来のいかなる和平の見通しをも破壊」することになると批判した。一方、米国のポンペオ国務長官は記者会見で、「イスラエル人がこれらの地域に主権を拡大するという決断は、イスラエル人がなすべき決断だ」と併合を擁護した。
6月26日、ガザ地区からイスラエルにロケット弾攻撃があった。6月27日未明、イスラエル国防軍は報復として、ハマースの施設を空襲した。
7月1日、イスラエル・ネタニヤフ政権が予告した、ヨルダン川西岸の一部を併合する手続開始日を迎えた。6月30日に発表されたパレスチナ政策調査研究所のパレスチナ世論調査によると、米国トランプ政権の「繁栄に至る平和」には88%が反対した。代案を出した上での和平交渉の再開は、賛成36%、反対53%だった。オスロ合意破棄は71%が支持した。新型コロナ支援物資受け取り拒否は、賛成49%、反対41%だった。他方、アッバース大統領の進退は、58%が辞任を要求した。次期大統領にふさわしい人物としては、ハマースのハニーヤが49%、アッバースが42%の支持だった。他方、ユダヤ人入植地では、併合を見越した不動産投機がブームとなり、入植地の物件販売が飛躍的に伸びているという。
7月19日、フランス通信社が「関係筋」の情報として、パレスチナは、ヨルダン川西岸のイスラエル併合を「希望する」と述べたパレスチナ人住民数人を逮捕したと伝えた。ただし、パレスチナ側は逮捕の事実を否定している。記事によると、6月にイスラエルのテレビ番組に匿名で出演したパレスチナ人が、イスラエル市民権取得への期待や、パレスチナ自治政府の腐敗などを理由に挙げたという。
7月20日、イスラエル国防軍は、パレスチナ赤新月社が用意した新型コロナ対策の食料を、イスラエル側との調整を行っていなかったことを理由に没収した。エルサレム旧市街で、感染予防のために自宅待機している世帯に配布される予定だった。一方で、このころ国連の仲介で、（ハマースが実効支配する）ガザ地区から、イスラエル国内での医療に必要な手続きを一時的に緩和することが決まった。
7月29日と8月13日のイスラエルのクネセト外交・防衛委員会では、「C地区の戦い」が議題となった。すなわち、ヨルダン川西岸のC地区を自国領とする認識の元、「パレスチナ人によるC地区の乗っ取り」への対策が審議された。審議では、政府答弁でイスラエル軍がパレスチナ人農民のオリーブの木を42000本伐採したり、700台以上のショベルカーなどを没収したことを「非常な抑止力となっている」と自賛した。審議ではC地区全域の併合、ユダヤ人入植者200万人計画などが発言された。パレスチナ人住民を「ウイルス」「領土テロ」「がん」と中傷する議員もいた。入植者団体のレガビムは、オンライン公聴会でパレスチナ人が「イスラエル全土に触手を伸ばしている」と主張し、C地区全体で69000軒あるという「違法建築物」への処分を主張した。
8月12日、イスラエルはガザ地区に認めている沿岸漁業海域を15海里（27.78㎞）から8海里に削減し、ガザ地区への物資の搬出入に使われる検問所を閉鎖した。風船爆弾などの攻撃に対する報復措置としている。
8月13日、米国の仲介で、イスラエルはアラブ首長国連邦との国交正常化に合意したことを発表した（アブラハム合意）。これは、従来のアラブ連盟が「アラブ平和イニシアティブ」で示した、イスラエルが占領地明け渡しを履行した上での国交正常化という方針の根本的な転換だった。
イスラエルのネタニヤフ首相は記者会見で、米国より合意の条件として、ヨルダン川西岸の併合の「一時停止」を求められたとしたが、「ユダヤ・サマリア に主権を適用し、米国と完全に協調するという私の計画に変更はない」と、将来の併合を進める計画に変わりは無いとする見解を示した。一方、アラブ首長国連邦のムハンマド・ビン・ザーイド・アブダビ皇太子は、「パレスチナ領土のさらなるイスラエル併合の停止に合意した」として、将来についてはイスラエル側と見解の相違を見せた。
国交正常化交渉でパレスチナの領土問題が協議されたにもかかわらず、当のパレスチナに事前の連絡は無く、協議に加わることもできなかった。パレスチナのアッバース大統領は「パレスチナの人々に対する攻撃だ」と国交正常化を非難し、マルキ外相は駐アラブ首長国連邦大使の召還を発表した。ハマースのマシャアル前政治局長も、国交正常化を「我々の国民と、パレスチナの大義に後ろから刺すようなもの」と非難した。また、ハマース関係筋によると、ハマースのハニーヤ政治局長と、アッバース大統領は非公式に協議し、「パレスチナの全勢力は一丸となり国交正常化を拒否する」ことで一致したという。
しかしネタニヤフ首相は意に介さず、自らの方針である「平和のための平和(peace for peace)」「力による平和」の正当さを自賛した。これは、従来の和平交渉での「土地と平和の交換(Land for peace)」を否定する主張で、パレスチナへの占領地（イスラエルの見解に拠れば、固有の領土）返還を行わず、一方的に屈服させることが平和に繋がるという意味である。その上で、領土問題を「人質に取った」パレスチナを無視してアラビア諸国と国交を結ぶことで、パレスチナを従わせることが平和に繋がるとする見解を示した。さらに、ネタニヤフは自らの「ネタニヤフ・ドクトリン」の説明として、エフード・ヤアリの「パレスチナとの泥沼の交渉に引きずり込まれるよりも、パレスチナは後回しにしてアラビアはじめ諸外国との国際関係を構築し、パレスチナの拒否権を奪う」「（パレスチナの声明は）怒りよりも欲求不満を示している。アブ・マーゼン（アッバース）らはもはや、アラビア諸国にイスラエルと敵対するよう命令することはできない」とする論説を引いた。一方、イェシャ評議会のエルハヤニ委員長は「もしネタニヤフが入植地へのイスラエルの主権適用を諦めたのなら、（首相から）交代させる必要がある」と不満を表明し、入植地の早期併合を訴える右翼による散発的な抗議デモも行われた。C地区全域のイスラエル併合法案提出など、クネセトにおける活動も行われている。
アラブ首長国連邦のアンワル・ガルガッシュ外務担当国務大臣 は、ネタニヤフ首相の発言について「イスラエルの（国内）政治についてはよく分からない」「短期間の（併合）停止では無いと思う」と問題にはせず、改めてパレスチナ・イスラエルの両者に交渉に戻るよう呼びかけた。
イスラエル・アラブ首長国連邦の国交正常化は、日本を含め多くの国が歓迎の意志を示し、あるいは賛否そのものを示さなかった。明確に批判したのはイラン、トルコ、シリア（アサド政権）のみであった。パレスチナ問題についても、イスラエル非国交国を含め、多くはパレスチナの独立や2国家共存への支持を表明したのみで、先の3ヶ国以外で明示的にイスラエルやUAEに遺憾や懸念を示した国は、ルクセンブルク（後に撤回）、南アフリカ共和国 のみに留まった。
同じく8月13日、イスラエル国防軍は、ガザ地区のハマースの拠点を空襲した。ガザ地区からの風船爆弾などに対する報復措置としている。また、イスラエル国防省は、報復措置としてガザ地区への燃料の輸送を中止すると発表した。イスラエル軍による空襲は、8月26日までほぼ連日行われた。
8月26日、『ハアレツ』はイスラエル国防軍第933"ナハル"歩兵旅団の兵士が、ヨルダン川西岸のカドゥム村に少なくとも3個の爆発物を仕掛けたと報じた。国防軍は、「数年前から暴力的な暴動が起きており、スタングレネードを抑止力のために置いた」と主張した。
8月30日、イスラエルのネタニヤフ首相は、エルサレムで米国のクシュナー大統領上級顧問らと会談した。ネタニヤフは共同記者会見で「もはやパレスチナに（イスラエルとアラブの和平進展を）拒否する権利はないと理解すべきだ」と主張し、クシュナーは「パレスチナにも現実的な提案をしている」「彼らに和平を実現する意思があれば、そのチャンスはある」と主張した。
9月4日、コソボとセルビアは、アメリカ合衆国の仲介で、経済関係の正常化で合意した。米国はまた、コソボとイスラエルの国交正常化と、セルビアの在イスラエル大使館をテルアビブからエルサレムに移転すると発表した。また、イスラエルのネタニヤフ首相は、「エルサレムに大使館を開設する、初めてのイスラム教徒が多数を占める国家であるコソボ」と述べ、コソボの在イスラエル大使館も、エルサレムに開設されることを明らかにした。
9月9日、アラブ連盟はオンラインで外相会議を開き、イスラエルとアラブ首長国連邦の国交正常化について意見交換をした。パレスチナのマリキ外相は、両国の国交正常化はアラブ和平イニシアティブに反する物と主張し、合意への非難声明のとりまとめを求めた。しかし、アラブ連盟内部でも、既にイスラエルと国交のあるエジプト、ヨルダンに加え、バーレーン、オマーンも国交正常化を支持したことから、非難声明の採択を行うことはできなかった。
9月11日、米国のトランプ大統領は、イスラエルのネタニヤフ首相、バーレーンのハリーファ国王と会談し、イスラエルとバーレーンの国交正常化で合意したと発表した。パレスチナ問題については、併合の是非には触れず、「紛争の公正かつ包括的で永続的な解決を達成するための努力を続ける」とした。また、（イスラエル占領下の）東エルサレムにあるアル＝アクサー・モスクへの、イスラム教徒の自由な往来を認めると表明した。
ネタニヤフ首相は「他のアラブ国家との和平合意締結に興奮している」との声明を発表した。バーレーンの国営通信は、パレスチナとイスラエルの対立を終わらせるための「戦略的な選択」だとするザヤニ外相の声明を伝えた。一方、パレスチナは「アラブの大義への裏切り」であり「パレスチナを占領するイスラエルの醜い犯罪の正当化につながる」と強く反発した。米国のクシュナー大統領上級顧問は、電話での記者会見で「これにより、イスラム世界の緊張が緩和され、パレスチナ問題を自分たちの国益と、自分たちの国内優先事項に焦点を当てるべき外交政策から切り離すことができるようになる」との見解を示した。
9月15日、米国のホワイトハウスで、イスラエル、米国、アラブ首長国連邦、バーレーンの4者で「アブラハム合意」が調印された。合意では、トランプ政権の和平案「繁栄に至る平和」を前提に、「両国民の正当なニーズと願望を満たすイスラエル・パレスチナ紛争の交渉による解決を実現」するとした。
米トランプ大統領は記者会見で、「我々はパレスチナ人に大金 を払ってきたが、我々は適切に扱われていなかった。（だからUNRWAなどへの）支払を止めた」「彼らが敬意を払わないなら、我々はもう関わらない。彼らは状況を見ていると思うし、我々は強い信号を送ってきた」とパレスチナを非難し、「繁栄に至る平和」の受け入れを迫った。またトランプは、「他の国は彼ら（パレスチナ）に援助を与えている。あなた（ネタニヤフ）が相手にしているのは、非常に裕福な国だ。そして、これらの国々は我々と（和平の）署名をしている。全ての国が署名をするだろう」と、これまでパレスチナを援助して来たアラブ諸国が、「我々」（イスラエル・米国）の側に付いたことを暗示した。
同日、ガザ地区からイスラエルにロケット弾攻撃があり、2人が負傷した。9月16日、イスラエル国防軍は報復としてガザ地区を空襲した。
9月22日、パレスチナはアラブ連盟理事会の議長を返上した。議長は加盟国の持ち回りで6ヶ月の任期であるが、パレスチナのマリキ外相は「議長職の間に、アラブ人が（イスラエルとの）正常化に向けて突進するのを見ることは名誉なことではない」と、加盟国への失望を示した。
同日より、国連総会の一般討論演説が始まった。
パレスチナのアッバース大統領は、イスラエルとアラブ首長国連邦・バーレーンの国交正常化を非難した。また、パレスチナが国際法と国連決議を受け入れ（るという譲歩をし）たにもかかわらず、イスラエルは合意に違反し、植民地主義を追求していると主張した。そして、和平問題の解決に向け、米国、国連、欧州連合、ロシアの4者を交えた国際会議を、来年の早い時期に開催するよう、グデーレス国連事務総長に訴えた。
イスラエルのネタニヤフ首相は、アラブ首長国連邦・バーレーンとの国交正常化は「平和と大きな利益をもたらす」と述べ、「他のアラブ・イスラム諸国も、近いうちに平和の輪に加わることは疑いない」と主張した。また、パレスチナの「完全に非現実的な主張」が交渉を停滞させたと非難し、「現実的な」和平案（「繁栄に至る平和」）を受け入れるよう迫った。
米国のトランプ大統領は、イスラエルとアラブ諸国の和平合意を「新しい夜明け」と呼び、自国の仲介努力を自賛した。アラブ首長国連邦のアブダッラー外務兼国際協力大臣は、イスラエル・米国との合意によって「併合を凍結できた」成果を強調し、イスラエル・パレスチナの交渉再開による2国家解決を断固支持すると表明した。サウジアラビアのサルマーン国王は、従来の「アラブ平和イニシアティブ」に基づくパレスチナの独立支持を表明する一方、米政権の和平仲介の労を支持した。
9月23日、"The New Arab"によると、パレスチナ情報サービスのデータを引き、ラマッラー（のパレスチナ政府）の収入が前年比で7割減少したと報じた。2019年は、外国から5億ドル(約526億9千万円)の援助を得ていたが、2020年は2億5500万ドルとほぼ半減した。特に、アラブ諸国からの援助は2億6700万ドルから3800万ドルに、85%減少した。すなわち、減少の大半はアラブ諸国の援助縮小で占められた。『エルサレム・ポスト』によると、アラビア語放送局"Al-Araby"および"Al-Jadeed"は、9月15日のトランプ・ネタニヤフの2者会談で、トランプは「裕福なアラブ諸国に、パレスチナ人にお金を払わないように頼んだ」と、アラブ諸国に圧力を掛けたことを語ったという。
9月25日、パレスチナのファタハとハマースは、半年以内に選挙を行うことで合意した。まず立法評議会（国会）総選挙を行い、続いて大統領選、最後にPLO評議員選を行う予定である。国会議員の任期は2010年、大統領の任期は2012年で切れていたが、選挙が行えずにそのままになっていた。
10月5日、サウジアラビアのバンダル・ビン・スルターン王子（元駐米大使）は、サウジアラビア系のアル＝アラビーヤで、イスラエルとアラブ首長国連邦・バーレーンの国交正常化に対するパレスチナの非難は「冒瀆」であると非難し、「低級な言説」は、従来パレスチナを支援してきた、サウジアラビアや世界の支持を得られるものではないとした。同時に、パレスチナが、サウジアラビアと敵対する、イランやトルコとの関係を深めていることを非難した。また、「パレスチナの大義は正当だが、その擁護者は失敗し、イスラエルの大義は不当だが、その擁護者は成功している」と評した。その上で、「我々はイスラエル問題に関心を持つよりも、自国の安全保障と国益に注意を払わなければならない段階に来ている」と主張した。
10月12日、パレスチナの非政府組織局責任者のアブ・アル・エネインは、海外からの資金援助の見返りに、国交正常化を前提とした「パレスチナ人を根本的に傷つける」条項があるとして、受け入れる者は国家の裏切り者であり、名前を公表するとNGOに対して警告した。「アメリカ中東報道正確さ委員会」のショーン・ダーンは「パレスチナ自治政府が反テロ条項を拒否したもの」と批判した。ダーンによると、テロ組織であるパレスチナ解放人民戦線の影響が疑われるNGO組織があり、オランダなどは資金提供を停止、あるいは削減したという。
10月14日、イスラエルはヨルダン川西岸での、新たに入植地2166棟の計画を承認した。イスラエルの新規入植地承認は、2月25日以来となる。イスラエルのNGO・ピース・ナウによると、承認は連立与党「青と白」のガンツ代表・国防相も加わっている。パレスチナは声明で、「入植地を違法だとした国連決議と相いれない。ネタニヤフ政権の政策をやめさせるため、国際社会の即時の介入を求める」と激しく反発した。同日、世界シオニスト機構のアブラハム・デュヴデヴァーニ会長は、毎年最低2つの（ユダヤ人）入植地新設を目標にする考えを述べた。
10月15日、イスラエルは前日に引き続いて新規の入植地3122棟を承認し、14日とあわせて5288棟(ピース・ナウによると、過去の遡及的な追認を除くと4948棟)を承認した。この中には、「繁栄に至る平和」でもパレスチナ領とした地域の962棟が含まれる。ピース・ナウの集計では、2020年の新規承認は12159棟で、2012年の11159棟以来の多さである。入植地・エフラト評議会のオデッド・レヴィヴィ議長は、「トランプ氏の『繁栄に至る平和』は（入植地の）建設と拡大を可能にしている」とこれを歓迎した。また、サマリア地域評議会のヨシ・ダガン議長は、併合実現に向けて、入植者を100万人に増やさなければならないと主張した。国連のニコライ・ムラデノフ中東和平プロセス特別調整官は、入植地は国際法違反であり、パレスチナ人への和平交渉に悪影響を及ぼすと警告し、直ちにすべての入植活動の中止を求めた。欧州連合は入植拡大の中止及び、EUが資金提供したものを含む、パレスチナ人建造物への破壊を停止するようイスラエルに要請した。入植拡大をヨルダンは「国際法違反」と非難した。フランス、ドイツ、イギリス、イタリア、スペインはそれぞれ「深い懸念」を表明し、日本の外務省は「強い遺憾の意」を表明した。「アブラハム合意」でイスラエルと国交正常化した、アラブ首長国連邦とバーレーンは反応を示さなかった。
同日、アラブ首長国連邦の代表団が、イスラエルの警護を受けてひそかにアル＝アクサー・モスクを訪問した。この行動はパレスチナ側で、モスクへの侵入と非難された。これは、「シオニスト過激派」が勝手にモスクに侵入したのと同様の行動という意味である。アル・アクサー・モスクの説教者であるシェイク・イクリマ・サブリは、「正常化は無効であり、正常化に起因する行動も無効である」とUAE代表団を非難した。
10月16日、サウジアラビアのファイサル・ビン・ファルハーン・アール・サウード外相は、米国のシンクタンク・ワシントン近東政策研究所主催の仮想会議で、「いま必要なことはパレスチナとイスラエルが交渉の席に戻ることだ」と主張した。
同日、イスラエルはOHCHR職員9人のビザを更新せず、退去させた。残る3人のビザも数ヶ月以内に切れるという。2月に、国際法上違法な入植地に関わる112法人のリストを公表したことに対する報復とみられている。
OCHAによると、ヨルダン川西岸では10月7日 - 19日に掛けて、ユダヤ人入植者とパレスチナ人農家らとの小競り合いで、パレスチナ人23人が負傷し、1000本以上のオリーブなどの木に被害が出た。前年は負傷者3人、被害樹木100本で、被害が大幅に増加した。農家によると、入植者は木を傷つけたり、放火したり、根こそぎ抜くなどの嫌がらせを行い、パレスチナ人と衝突すると、イスラエルの治安部隊が入植者を手助けするために介入するという。また、例年は欧米からボランティアの監視団が来訪するが、今年は新型コロナの影響で来られなかったという。イスラエル国防軍の広報担当者は「安全に収穫できるようにするのが部隊展開の目的だ」とする一方、「イスラエル国民（である入植者）が負傷することはあってはならない」と説明した。
10月20日、アラブ首長国連邦外交団が、湾岸アラブ諸国として初めてイスラエルを訪問した。PLO幹部のワセル・アブ・ユセフは「恥ずべき」訪問と非難した。UAE外交団に同行した、米国国際開発金融公社のアダム・ボーラー代表によると、イスラエル、米国、UAEの3ヶ国は民間投資と地域協力の基金を設立し、当初は約30億ドルの調達を見込んでいるという。またこの基金で、イスラエルがパレスチナ人の通行管理に設けている検問所の近代化が可能になるという。
10月22日、エルサレムのイスラエル連邦判事裁判所は、24人のパレスチナ人住民のうち、12人の退去と、ユダヤ人入植者への明け渡し、さらに入植費用7000新シェケル（約226万円）の負担を命じた。ほとんどのパレスチナ人家族は、イスラエルの司法は占領政策の道具に過ぎない（ので勝訴は望めない）と考え、控訴を断念したという。
10月23日、米国トランプ大統領は、スーダンとイスラエルとの国交正常化合意を仲介したと発表した。ただし、スーダンのオマル・ガマレルディン外相は、スーダンは（2019年スーダンクーデター後に発足した）暫定政権であるため、正式な国交正常化は立法評議会による憲法公布後になるという見通しを示した。トランプはこれに先だって、米国によるスーダンのテロ支援国家指定解除を、米議会に通知していた。イスラエルのネタニヤフ首相は、「アラブ世界との正常化に、無防備な1967年線 に引き戻す必要はないことは確定的に明らか」であり、今のスーダンは「平和にイエス、承認にイエス、正常化にイエスだ」と賞賛した。パレスチナは国交正常化への非難と拒否を表明し、「アラブ和平イニシアティブ」、国連安保理決議1515に違反していると声明を出した。ハマースは、スーダンが「占領者イスラエル」と国交正常化合意したことに「衝撃」と「強い非難と憤り」を表明した。
10月28日、ユダヤ人入植地にあるアリエル大学で、イスラエル・米国による科学技術協定の更新が調印された。ベンヤミン・ネタニヤフ首相は調印式で、「1967年の境界線を越えたイスラエルの全て（の支配）を非合法化しようとする、全ての人びとに対する重要な勝利」を宣言し、「イスラエルの人々とイスラエルの地との千年のつながり」を根拠に、改めて占領の正当性を主張した。また、協定の適用範囲が、占領地の「ユダヤ・サマリア」、東エルサレム、ゴラン高原に拡大されたことを明らかにした。
パレスチナのアッバース大統領報道官のナビル・アブ・レデネは、「この措置は、パレスチナ領の占領に米国が実際に参加していることを意味する」と非難した。
10月29日、米国はエルサレム出身の自国民のパスポート出生地欄を、国名を表記しない「エルサレム」から、「イスラエルのエルサレム」に変更可能にした。『ハアレツ』は、「トランプ政権が万が一、終わってしまうことに備えている」との見解を報じた。
11月3日投開票された2020年アメリカ合衆国大統領選挙は、11月7日にジョー・バイデンの当選確実が相次いで報じられた。11月8日、パレスチナのアッバース大統領は祝意を表明した。一方、イスラエルのネタニヤフ首相は、バイデンに祝意を表明すると共に、トランプ現大統領に対しても感謝の意を示した。
11月9日、UNRWAは、職員約28000人の11月分の給与の財源が底を突いたとして、各国に援助を求めた。
11月15日、イスラエル当局は、東エルサレムのギバトハマトス入植地で住宅1257棟の入札を開始した。締切は米国大統領の任期満了日（バイデンが当選した場合はその就任日）の2日前である、2021年1月18日に設定された。
11月17日、パレスチナとイスラエルは、治安や徴税などの協力関係の再開で合意した。米国でバイデンが大統領当選確実になったことから、トランプ政権による「懲罰的措置」を覆す狙いがあるという。一方で、イスラエルによってテロなどの罪状で投獄された、政治犯への給与支払の見直しを検討しているという。ハマースは、イスラエルとの関係再開を強く非難する声明を出し、「バイデンなどに賭けるのは止めるよう」要求した。
11月19日、米国のポンペオ国務長官が、国務長官としては初めて、イスラエル占領地である、ゴラン高原とヨルダン川西岸のユダヤ人入植地を訪問した。これらは、トランプ政権がイスラエルの主権を承認したことを踏まえての行動であり、同時に政権交代を見据えて既成事実化を図ったものとも報じられた。また、ヨルダン川西岸のC地区で生産された米国への輸出製品には、従来は「ヨルダン川西岸製」（Made in the West Bank）表示を義務づけていたが、新たに「イスラエル製」（Made in Israel）表示を義務づけたガイドラインも発表した。すなわち、「ヨルダン川西岸製」表記を、米国としては違法とした。
11月21日、サウジアラビアのファイサル外相は、NHKの取材に対し「日本はイスラエルとパレスチナと良好な関係である」から、両国を交渉再開させ、国際貢献することができるとして、日本への期待を表明した。
11月22日、イスラエル国防軍はガザ地区のハマース軍事拠点を空襲したと発表した。国防軍によると、11月21日にガザ地区から発射されたロケット弾攻撃への報復としている。また、11月15日にもガザ地区からロケット弾攻撃があったが、いずれもイスラエル側の負傷者は無かった。
11月23日、ハマースによると、ハニーヤ政治局長は、パレスチナがイスラエルとの協力関係再開を決めた件について、他党（イスラーム聖戦、パレスチナ解放人民戦線、パレスチナ解放民主戦線、パレスチナ国民構想）と協議した。
11月26日、エルサレム地方裁判所は、イスラエルの入植者団体アテレト・コハニムの訴えを支持し、東エルサレムのパレスチナ人住民87人の立ち退きを命じた。退去を命じられたある住民は、「アルジャジーラ」の取材に、2009年に自宅の半分を入植者に不法占拠され、「完全にエルサレムからパレスチナ人の存在を全滅させるための努力の一環として」継続的な嫌がらせを受けたと答えた。OCHAによると、イスラエル当局が「違法建築」として、破壊の危機にあるパレスチナ人学校は52校に上る。アテレト・コハニム、ナハラト・シモンなどの団体は、東エルサレムの「ユダヤ化」を促進するため、パレスチナ人住民の追放を求める訴訟を相次いで起こしている。これらの入植者団体は、1948年以前にユダヤ人のものであった財産を取り戻すと主張している。イスラエルの法では、ユダヤ人が1948年以前の財産を取り戻すことは法律で認められているが、非ユダヤ人には認められていない。

国連人道問題調整事務所（OHCHR）の報告によると、2021年1月11日現在、877人（子供391人を含む）が立ち退きの危機にさらされている。国連特別報告者のマイケル・リンクは、イスラエルの裁判所によるパレスチナ人住民立ち退き命令は「歴史的盆地として知られる、東エルサレムの地域に戦略的に集中」しており、「より違法性の強いイスラエル入植地建設の妨げにならないよう、東エルサレムのパレスチナ人をヨルダン川西岸から物理的に孤立させる」目的があると指摘した。また、立ち退きが実行されたなら、ジュネーヴ第4条約49条の、住民の強制移住の禁止に違反しているとも指摘した。
12月4日、パレスチナ自治区のラマッラーで、ユダヤ人入植地建設の抗議活動が行われた。パレスチナ保健省によると、参加した少年1人がイスラエル国防軍に殺害された。
12月6日、サウジアラビアのトルキ・ファイサル王子は、オンライン国際会議「マナマ対話」で、イスラエルを「欧州の植民地勢力」と評し、パレスチナ人を強制収容所に捕らえ、民家を破壊し、思うがままに暗殺していると非難した。イスラエルのアシュケナジー外相は、会議上で遺憾の意を表明した。
12月10日、米国の仲介で、イスラエルとモロッコが国交正常化で合意した。イスラエルのネタニヤフ首相は、「中東でこれほど平和の光が明るく輝いたことはない」とモロッコを評価した。一方、PLOのバッサム・サルヒはロイターに対し、「アラブ和平イニシアチブに反するもので容認できず、今回の合意はイスラエルの好戦的な態度やパレスチナ人の権利否定を助長するもの」だと非難した。モロッコのムハンマド6世国王は、同日にパレスチナのアッバース大統領と電話会談し、モロッコはパレスチナの大義と二国家共存を支持しており、当事者間の交渉が唯一の解決方法であると述べたという。一方でムハンマド6世は、イスラエルに移住した、数十万に上るモロッコ系ユダヤ人との「特別な関係」にも言及した。
12月12日、スーダンはハマースのマシャアル前政治局長の市民権を剥奪したことがわかった。米国のテロ国家指定解除後に、実行されたという。スーダン内務省は、マシャアルを含むパレスチナ人112人の市民権を剥奪し、また約3500人に市民権を与える決定を取り消した。スーダンに帰化したパレスチナ人は約6000人に上るが、市民権剥奪により不法滞在とされ、強制送還される懸念が起きているという。イスラエルの、イランからスーダンを介したハマースへの武器取引を阻止する意図があると見られている。
12月21日、イスラエル警察によると、聖地「神殿の丘」周辺で、警察の詰め所に発砲したパレスチナ人の少年を射殺した。また同日、ヨルダン川西岸のユダヤ人入植者が遺体で発見された。警察はテロの可能性があるとしている。
12月23日、『ル・モンド』によると、アラブ首長国連邦とイスラエルは、国連パレスチナ難民救済事業機関（UNRWA）廃止に向けた計画を策定していると報じた。ベンジャミン・バルテ記者は、UAEはUNRWAの主要な資金源となっていたが、2020年に出費のほとんどを止めたと指摘した。バルテは、UAEがイスラエルの年来の主張に協力することになると指摘した。アルジャジーラによると、アラブ首長国連邦は、2018年・2019年は5190万ドルをUNRWAに寄付したが、2020年は100万ドルに激減したという。UAEはこの件についてコメントしていない。
12月29日、ガザ地区のハマースとイスラーム聖戦などの武装組織は、メディアの前で合同軍事演習を行い、イスラエルに向けてロケット弾を発射した。ハマースらが、軍事演習をメディアに公開するのは前代未聞という。
2020年の1年間では、パレスチナ側は34人(うち、子供8人)、イスラエル側は2人(うち、子供0人)が紛争で殺害された。
2021年1月10日、ユダヤ人入植者の自治体「サマリア地域評議会」は、「イスラエル製」を表示した入植地産製品の、アラブ首長国連邦への輸出を開始した。サマリア地域評議会のヨシ・ダガン議長は、「これはサマリア とイスラエル国家全体にとって歴史的日だ」と述べた。これは、安保理決議2334や、それを承けた欧州司法裁判所判決の公然たる無視を意味し、同時にイスラエルにとっては、ヨルダン川西岸の領有権をアラブ首長国連邦に承認させる重要な足がかりとなる。ハマースのハゼム・カセム報道官は、この動きを「占領下のパレスチナの土地にシオニストの入植地建設を奨励することに等しい」と非難した。
1月11日、イスラエルのネタニヤフ首相は、バイデンが米国大統領に就任するまでに、新たに800棟以上の入植地を承認すると述べた。ネタニヤフは、12月に殺害された入植者の故郷であるタル・メナシェ入植地が含まれると述べた。また、「開拓地」であるノフェイ・ネヘミア私設入植地の200棟あまりが含まれる。
1月15日、パレスチナのアッバース大統領は、評議会議員選挙を5月22日、大統領選挙を7月31日投開票の日程で行うと布告した。評議会選挙は2006年以来、大統領選挙は2005年以来となる。パレスチナは欧州連合に、イスラエル占領下にある東エルサレムでの選挙実施に向けて、選挙監視団を要請した。
1月19日、ピース・ナウによると、イスラエルはヨルダン川西岸地区で2112棟、東エルサレムで460棟、合計2572棟のユダヤ人入植地を承認したと発表した。
1月20日、ジョー・バイデンがアメリカ合衆国大統領に就任した。
2月1日、イスラエル国防軍は、ベドウィンのヒルベトフムサ集落を「違法」を理由に破壊した。前年11月の破壊から再建したばかりであった。欧州連合の駐パレスチナ代表は「多くの人々が冬の寒さと新型コロナウイルスに直面する中でホームレスになった。（家屋破壊は）国際法違反で受け入れがたい」と非難した。イスラエル・ネタニヤフ首相の上級顧問であるマーク・レジェフは、「イスラエル最高裁が、ベドウィンには土地の所有権が無いと判決を下しており、この判決は政治的に独立して出されたものだ」「パレスチナ指導部は、ベドウィンを駒にしている」と主張した。
2月5日、国際刑事裁判所（ICC）は、パレスチナの主張を支持し、ICCはパレスチナにおける戦争犯罪の管轄下にあるとの決定を下した。パレスチナは、イスラエルによる武力行使や入植活動などを、ICCに戦争犯罪として告発していた。パレスチナのシュタイエ首相は「正義と人道、自由の勝利だ」と歓迎した。一方、イスラエルのネタニヤフ首相は「偽の戦争犯罪で捜査するのは反ユダヤ主義」「正義の悪用に対し全力で闘う」と強く非難した。

### 2021 -：――東エルサレムのパレスチナ人追放運動とガザ地区への攻撃
東エルサレムにおける、ユダヤ人入植者団体によるパレスチナ人住民追放運動は、一つの山場を迎えていた。シェイク・ジャッラーハ地区のパレスチナ人住民を相手取った立ち退き訴訟は、5月2日にイスラエル最高裁が、入植者団体の主張を支持し、パレスチナ人7世帯の立ち退きを命じる判決を下した。同地区で、立ち退きの危機に瀕しているパレスチナ人住民は約500人に上る。
2021年のラマダーン期間中、イスラエル政府はイスラム教徒が東エルサレムで大規模集会を行うことを禁止し、イスラエル警察は4月12日よりイスラム教徒のアクセスを遮断するためダマスカス門にバリケードを設置した。これに不快感を表したパレスチナ人はデモ抗議に発展。4月15日にはパレスチナ人が超正統派ユダヤ人男性を平手打ちするという動画がTikTokで流行り、模倣事件がいくつか発生した。4月22日には極右団体レハヴァが「アラブ人に死を」と唱えながらエルサレムを行進しパレスチナ人を挑発。4月23日過激派グループがイスラエル南部にロケット弾を36発発射し、イスラエルは報復としてガザ地区のハマースの拠点にミサイルを発射、19歳の少年とイスラエル入植者の二人が死亡した。
5月6日、上記とは別件でイスラエルの最高裁がシェイク・ジャッラーハに住むパレスチナ人の立ち退きを決定すると騒動が激化。5月9日のエルサレムの日の大規模デモ行進によりパレスチナ人300人以上が負傷。この騒動によって最高裁は立ち退きの実施を30日送られることを決定した。しかし、負傷者の報復としてハマースとイスラム聖戦はイスラエルにロケット弾を発射。5月11日イスラエルはこのロケット弾の報復としてガザ地区に大規模空爆を実施。この空爆によって13階建ての住居が倒壊するなどハマース関係者や民間人合わせて113人が死亡・580人以上が負傷した。
5月13日にイスラエル軍はガザ地区のハマースへの拠点に対して航空部隊と地上部隊による攻撃を開始した。
5月20日夜、イスラエル政府はパレスチナとの停戦合意を受け入れると発表した。また、カザ地区を実効支配すハマースも停戦を受け入れた。この停戦合意はエジプト政府の｢相互かつ無条件の｣停戦という提案だった。
5月21日現在パレスチナ側で232人（内子供65人）イスラエル側で12人が死亡している。。
6月13日、イスラエルでナフタリ・ベネット政権が発足した。ベネットは強硬な右派だが、反ネタニヤフで8党派が連立し、アラブ人政党が史上初めて与党入りした。
10月24日、ベネット政権はヨルダン川西岸・東エルサレムで約1,300棟の入植地住宅建設の入札を公示し、10月27日、3,144棟の入植地住宅建設計画を承認した。日本外務省は「強い遺憾の意」を表明した。
2021年の1年間では、パレスチナ側は280人(うち、子供77人)、イスラエル側は13人(うち、子供2人)が紛争で殺害された。
2022年5月12日、イスラエル民政局・高等計画委員会はヨルダン川西岸で4,427戸棟の入植地住宅建設計画を承認した。パレスチナ外務省は「この人種差別的・植民地的決定は、東エルサレム、マサファー・ヤッタ、ヨルダン渓谷を含む、占領されているヨルダン川西岸地区を徐々に併合するという構想に由来し、実現可能で地理的につながったパレスチナ主権国家を設立するという少しの可能性さえ排除するものだ」と非難声明を出した。日本外務省は「強い遺憾の意」を表明した。
ベネット政権は反ネタニヤフで発足した連立政権であり、当初から与党内の矛盾は大きかった。2017年に成立した「ユダヤ・サマリア入植地規制法」は5年間の時限立法で、失効期限が迫っていたが、野党は倒閣のために敢えて更新に反対した。クネセトの解散総選挙により有効期限が6ヶ月延長される規定があるため、6月30日に解散し、延命させた。
11月1日、第25回クネセト総選挙の結果、ネタニヤフが首相に返り咲いた。ネタニヤフはヨルダン川西岸やゴラン高原などの入植拡大を打ち出した。また、連立与党の宗教シオニスト党と「ユダヤ・サマリアに主権を適用（＝併合）するための政策推進」で合意した。
2022年の1年間では、パレスチナ側は214人(うち、子供49人)、イスラエル側は30人(うち、子供1人)が紛争で殺害された。

### 2023 -：現在––パレスチナの抵抗作戦
2023年1月9日、クネセトで「ユダヤ・サマリア入植地規制法」更新が可決された。
1月26日、イスラエル国防軍と治安部隊はヨルダン川西岸地区のジェニン難民キャンプを急襲し、戦闘員ら9人（民間人1人）を殺害した。IDFは「テロ作戦でテロリスト3人が無力化（殺害）された。他の死傷者は調査中である」と発表した。
2月12日、イスラエルは9前哨地（イスラエル国内法でも違法な入植地）を公認し、既存の入植地を拡大すると発表した。日本外務省は「深刻な懸念」を表明し、「入植活動を完全凍結するよう強く求める」と声明を発表した。。2月20日、国連安保理は入植拡大に「深い懸念と失望を表明」する声明を可決した。アラブ首長国連邦は「パレスチナ占領地におけるあらゆる入植活動の即時かつ完全な停止」を求める決議案を用意していたが取り下げ、より強制力の弱い文面に置き換えることで米国は賛成に回った。イスラエル首相府は、声明は「一方的」であり、「声明は出されるべきではなかった。米国も参加すべきではなかった」と主張した。
3月21日、クネセトで、2005年の撤退計画を改め、ヨルダン川西岸の4入植地の再建を、IDFの承認を条件を認める改正案が可決された。米国と欧州連合は相次いで批判し、パレスチナ大統領府のナビル・アブ・ルデイネ報道官は「全ての入植地を違法とする国際連合安全保障理事会決議2334をはじめとする国際的正当性を持つ全ての決議に違反する」と非難した。日本外務省は「入植活動を完全凍結するよう強く求める」と声明を出した。
5月18日、ヨルダン川西岸・ホメシュの入植規制を解く内容のIDF軍律（命令2137）が布告された。これを受け、サマリア地域評議会（入植者の地域自治体）はかねてよりイスラエル民政局の承認を得た計画に基づき、入植地の再建に着手した。『Arab News』によると入植者達はパレスチナ人の作物を荒らし、IDFはパレスチナ人農民らを拘束したという。
6月18日、イスラエルはヨルダン川西岸で約4560棟（『The Times of Israel』によると約5700棟）の入植地住宅建設計画を承認する見通しを明らかにした。2023年の半年足らずで13,082棟の入植が承認されたが、これは過去最多である。また、入植承認に従来6段階設けられていた手続を1～2段階に簡素化し、権限が従来の国防相から、新設の第2国防相（ベザレル・スモトリッチ財務相が兼任）に移ることも決まった。日本外務省は「深刻な懸念」を表明した。
7月3日から5日にかけ、IDFはヨルダン川西岸地区のジェニン難民キャンプを攻撃し、「ジェニン大隊」の戦闘員ら12人（うち子ども4人）を殺害した。ドローンによる空襲が行われたが、ヨルダン川西岸地区が空襲を受けたのは20年ぶりだった。また、ジェニン大隊はIDF兵士1人を殺害した。ジェニン大隊はファタハ、ハマース、イスラム聖戦のメンバーがそれぞれ参加しているという。IDFは、ジェニンが「テロリストの最大の発生源」であり、「人口の25%がテロ組織であるイスラム聖戦に、20%が同じくハマースに所属している」と主張した。また、「1000丁以上の武器を押収し、30人を逮捕した」と発表した。
10月6日時点で、OCHAによるとパレスチナ側は237人、イスラエル側は29人が紛争で殺害されていた。
10月7日、ハマース・イスラム聖戦側からイスラエルに2000発のミサイルが発射され、戦闘員がイスラエル領内に侵攻した。イスラエルは報復としてガザ地区を空爆した。また、10月9日にはイスラエルとパレスチナ両方で死者が約1200人になった。
11月29日、イスラエルのエルサレム地区計画委員会は、東エルサレム・ヨルダン川西岸で1,792棟の入植地住宅建設計画を承認した。人権団体のイル・アミムは、建設予定地は「パレスチナ人私有地が含まれるが、収用される可能性が高い」「ベツレヘムと東エルサレムの領土的隣接性を極めて困難にする」と指摘した。
2023年の1年間で殺害された人数の情報は錯綜している。OCHAによると、2023年パレスチナ・イスラエル戦争を除いた人数として、パレスチナ側は551人、イスラエル側は37人が紛争で殺害された（すなわち、10月7日以降に2023年パレスチナ・イスラエル戦争以外で殺害されたのはパレスチナ側314人、イスラエル側8人）。また、2023年パレスチナ・イスラエル戦争では、パレスチナ側はガザ保健省（ハマース政権）・OCHAによると21672人が殺害された。イスラエル側はイスラエル国防軍・イスラエル警察によると、当初の奇襲で1222人（うち、軍人の戦死者318人）が殺害された。これとは別に、当初の奇襲迎撃でパレスチナ側「テロリスト」を約1500人殺害したとしているが、ガザ保健省の集計に含まれているかどうかは不明である。また、イスラエル国防軍は、ガザ地区侵攻での戦死者は172人と発表した。
2024年2月27日、イスラエル国防軍中央軍司令官のイェフダ・フォックスは、前年2月の閣議決定に基づき、10前哨地（イスラエル国内法でも違法な入植地）の合法化を正式承認した。グーシュ・エツヨン地域評議会は、3,600戸の入植計画を発表し、将来的には13,000戸の入植を想定していると報じられた。
5月22日、IDFはヨルダン川西岸地区に命令2190号を布告した。これにより、2005年のガザ地区等撤退で行われた、ヨルダン川西岸地区の4入植地の撤退は完全に撤回された。ただし、IDFのイェフダ・フォックス少将は同地を2028年まで軍事閉鎖地域としたため、民間人である入植者の入域は棚上げされた。5月22日の発表となったのは、同日にスペイン、ノルウェー、アイルランドがパレスチナ国承認を発表（5月28日正式承認）したことへの対抗措置という。またイスラエルは、パレスチナ国家承認への「厳しい処罰」として、代理徴収しているパレスチナの税収送金を停止した。
5月29日、IDFはヨルダン川西岸地区に命令2195号を布告した。イスラエル民政局に新設の民政局副長官を設け、広範な権限を移譲するものである。この命令はスモトリッチ財務相兼国防省付大臣の意向を反映したもので、スモトリッチの盟友であるヒレル・ロスが副局長に任命された。スモトリッチは6月9日、入植者団体などとの会合で、公式に併合を宣言しないまま、実質的な併合とパレスチナ国家樹立の阻止、入植地・（イスラエル国内法でも違法な）前哨地への投資、イスラエルが非合法としたパレスチナ人の建築物の迅速な破壊、そしてIDFの権限をイスラエル民間団体へ移譲しつつ、「一時的な占領」に見せるため表向きは軍政を続けるなどの狙いを述べた。
6月27日、スモトリッチ財務相兼国防省付大臣は、パレスチナ国承認や国際司法裁判所・国際刑事裁判所への提訴に対する「制裁」として、5前哨地の合法化、数千戸の新たな入植地の承認、パレスチナ自治政府職員に対するイスラエル通行ビザの剥奪。また暫定自治拡大合意でB地区とされた、ユダヤ砂漠の自然保護区のパレスチナ人「違法」建築物の破壊権限をパレスチナから剥奪することを決めたと発表した。これはオスロ合意に違反する内容である。また代わりに、送金停止していたパレスチナ税収の一部を引き渡すと発表した。スモトリッチはX（旧Twitter）で、「我々はイスラエルの安全を維持し、我々の存在を危険にさらすパレスチナ国家の樹立を阻止するために入植地の開発を継続する」と述べた。日本外務省は「強い遺憾の意」を表明し、「上記決定の撤回及び入植活動の完全凍結を強く求め」た。また、「イスラエルの過激派入植者によるパレスチナ人に対する暴力の増加」を非難し、「適切な対処」を求めた。
7月3日、「ピース・ナウ」は6月25日付のイスラエル民政局の文書を引き、イスラエルはヨルダン渓谷の約12715.2ドゥナム（約12.7平方㎞）の国有化を宣言したことを指摘した。これはオスロ合意以降で最大面積の国有化宣言である。この土地はイフィット入植地およびマスア入植地～ギティット入植地およびマアレ・エフライム入植地を結ぶ回廊に位置し、両者を接続することになる。また、パレスチナ国の領土的一体性を損なう行為と指摘した。
7月4日、「ピース・ナウ」によると、イスラエルは新たに前哨地3ヵ所を合法化し、既存の入植地の5295棟の追加建設を承認した。
7月19日、国際司法裁判所は東エルサレムを含む占領下のパレスチナ領域におけるイスラエルの政策と実行から生じる法的帰結の勧告的意見として、イスラエルによるヨルダン川西岸地区・ガザ地区・東エルサレムの占領および占領に伴うすべての措置は国際法違反であると指摘した。従って、イスラエルは速やかな撤退と損害賠償を含む原状回復義務があり、すべての国連加盟国はイスラエルの占領に協力しない義務があり、国連総会と安保理は可及的速やかに占領を終わらせるための措置を取る必要があると結論付けた。イスラエルのネタニヤフ首相は、「ユダヤ人は自分たちの土地において、占領者などではない」「われらの祖国の全域におけるイスラエル入植地が合法であることにも、疑いの余地はない」と主張し、勧告を拒否した。一方、PLO執行委員会のフセイン・アル・シェイク事務局長は、「パレスチナの人々の権利と、パレスチナ人の自己決定権にとって、歴史的な勝利だ」と評価した。

## パレスチナ問題への各国の対応
アメリカ合衆国はユダヤ人のロビー活動もあって、イスラエルと極めて関係が深く、国連安保理でイスラエル非難決議案が出されると、ほぼ確実に拒否権を発動している。民間レベルでも、2010年2月のギャラップ社の世論調査によれば、イスラエルへの好感度は67%で、調査した20ヶ国・地域中上から5番目（上からカナダ、イギリス、ドイツ、日本の順）と比較的高い。逆にパレスチナ自治区への好感度は20%で下から4番目（下からイラン、北朝鮮、アフガニスタンの順）と低く、米国は親イスラエル・反パレスチナの国民感情を示している。また、同じくギャラップ社が2010年2月に中東問題に関して行った世論調査では、米国民のイスラエル支持率は63%、パレスチナ支持率は15%を記録している。逆に英BBCと読売新聞社が22カ国で「良い影響を及ぼしている国」と「悪い影響を及ぼしている国」を調査した結果、悪い影響を及ぼしている国では、1位イラン55%、2位のパキスタン51%に続き、3位に北朝鮮とイスラエルで50%となり世界的には否定的に捉えられている事が判明した。
また、軍事援助も継続して行っている。2007年7月29日にイスラエルのエフード・オルメルト首相が明かしたところによると、イスラエルは米国に対し、従来の25%増となる、10年間で300億ドル（約3兆5000億円）の軍事援助を取り付けた。従来は年間24億ドル（約2,800億円）（AFP通信 「米政府、イスラエルに10年で300億ドルの軍事支援に合意  * 2007年07月29日 21:35 発信地:エルサレム/イスラエル」）。この金額は、イスラエルの軍事費の2割以上に相当する。2016年には、アメリカはイスラエルに対し、2019年 - 2028年の10年間で380億ドル（約3兆9000億円）の軍事援助を行うことで同意した。
これは無償援助のみの額で、有償での借款や兵器の売買などを含めると、米国による出資はさらに巨額になる。
また、英オックスフォード大学の講師サラ・ヤエル・ハーシュホーンによると、2015年現在、ユダヤ人入植地の入植者の15%はアメリカ合衆国国籍であるという。
ドイツは、ナチスによるユダヤ人大虐殺（ホロコースト）の負い目もあって、イスラエルの全面支援を表明している。その他の欧州諸国は、パレスチナは未承認だが、米独に比べるとイスラエルに批判的である。アラブ諸国はパレスチナへの援助を削減しており、米国に至っては全く打ち切ったので、相対的に欧州諸国によるパレスチナ援助の比重が増している。
アジア、アフリカ諸国は、大部分がパレスチナを承認している。中国はパレスチナを承認する一方、2007年1月10日 - 11日には胡錦涛国家主席、温家宝首相がイスラエルのオルメルト首相と会談するなど、両にらみの態度を取っている。中南米諸国は、2010年12月3日にブラジルが承認したのを皮切りに、承認国が大勢を占めるようになった。
イスラエルを除く中東アジア・アフリカ諸国は、従来は「パレスチナの大義」を旗印にパレスチナを支援してきた。しかしエジプト、ヨルダンを皮切りに、2020年にはアラブ首長国連邦、バーレーン、モロッコもイスラエルを承認し、サウジアラビアがパレスチナへの批判を強めるなど、アラブ諸国は徐々にイスラエルに接近している。しかし、アラブ諸国の国民には、イスラエルへの反発が根強く存在するため、政府レベルの接近と食い違いが生じている。一方、非アラブ諸国であるシリア、イラン、トルコはイスラエルと対立し、パレスチナ支援を続ける一方、アラブ諸国にとってはイスラエルに代わって主敵となって来ている。
日本は、パレスチナは未承認であり、現在は将来の承認を予定した自治区として扱っている。パレスチナに物資の援助は行うが、ハマースへの対応は欧米に歩調を合わせている。日本はハマースとの公的な接触を禁じており、援助など実務者レベルの協議に必要な、最小限の接触に留まっている。また、日本の援助で建てられたパレスチナの施設が、イスラエルにしばしば破壊されているが、これについてイスラエルに抗議は行っていない。2008年2月25日、イスラエルのオルメルト首相は来日し、2月27日、福田康夫首相と会談した。福田首相は、「平和と繁栄の回廊」構想の具体化を急ぐ考えを改めて表明し、会談後両国の関係強化などを盛り込んだ共同声明を発表した。また、イスラエルが北朝鮮によるシリア、イランへの軍事協力を示す情報を提供することも分かった。しかし、イスラエルのガザ地区などへの攻撃については、日本は何も触れなかった。翌2月28日、オルメルト首相は、日本の記者クラブの講演で「北朝鮮とイラン、シリア、ヒズボラ、ハマースは悪の枢軸だ」と述べた。北朝鮮はこの動きに反発し、「イスラエルこそ危険な反動勢力」と主張した。
国際協力機構によると、日本は1993年のオスロ合意以降、2018年12月までに約19億ドルのパレスチナ支援を実施している。
報道については、双方が相手に有利な偏向報道を行っていると主張している。2008年3月12日、イスラエルはカタールの放送局アルジャジーラの取材を、ハマース偏向報道を理由に拒否した。さらに、アルジャジーラ本社やカタール政府に懸念を表明する文書の送付や、アルジャジーラ記者のビザ発給制限も検討している。
当事者の宣伝も活発で、インターネットでも互いの関連サイトが多数存在する（イスラエルの広報宣伝活動は、Hasbara（説明）と称している）。2008年12月29日には、イスラエル国防軍によるYouTubeチャンネルが設けられた。

## 地勢に関する現状

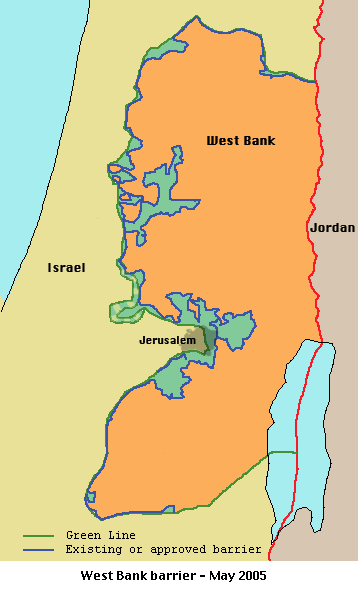
2005年5月現在の分離壁のルート

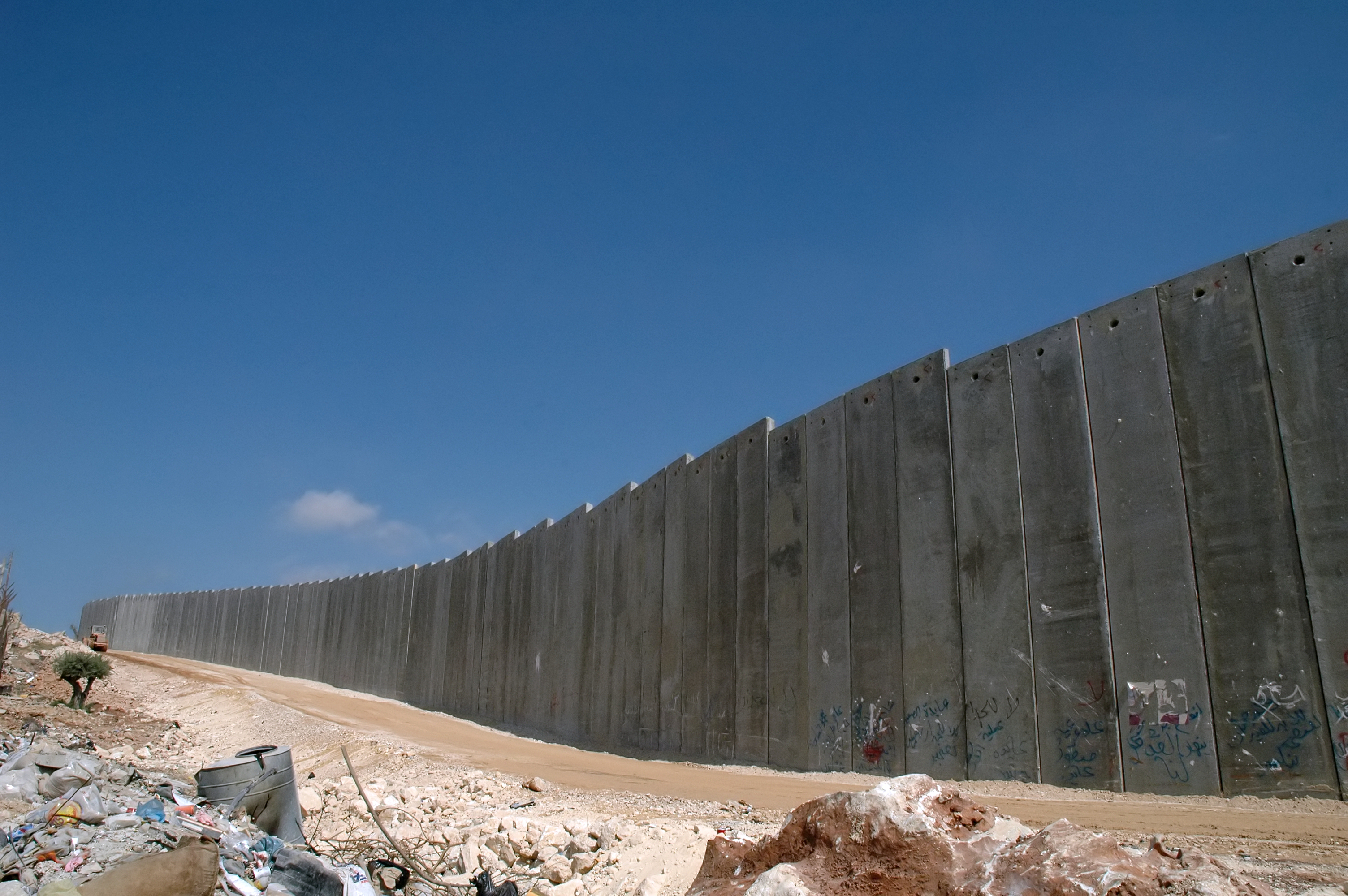
西岸地区に築かれた分離壁

### ヨルダン川西岸
パレスチナのヨルダン川西岸地区は、パレスチナ自治政府が行政権、警察権共に実権を握るA地区、パレスチナ自治政府が行政権、イスラエル軍が警察権の実権を握るB地区、イスラエル軍が行政権、軍事権共に実権を握るC地区に分けられ、2000年現在、面積の59%がC地区である。なお、イスラエルはこの他に「軍事基地(Military base)」「射撃場(Firing zone)」「自然保護区(Nature Reserve)」も分類しているが、実質的にC地区の一部である。また、イスラエル軍占領地、ユダヤ人入植地は、これらの面積には含まれない（詳細はヨルダン川西岸地区#統治者による区分参照）。
C地区はイスラエルの占領地であるが、イスラエルは占領地であること自体を認めておらず、法的には係争地であると主張している

。
イスラエル支配下のパレスチナ人地区では、住居はじめ建造物・構築物の建設はイスラエルの許可が必要だが、イスラエルの市民団体「ピース・ナウ」によれば、申請の94%が却下される。特にC地区では、2008年2月現在、パレスチナ人の住居は、自分の土地であっても過去10年間1軒も許可されていない。国際連合人道問題調整事務所(OCHA)によると、2010年 - 2014年の間に、C地区でパレスチナ人住民に建造許可が下りた割合は1.5%だった。
イスラエル軍は、「不法建築」を主たる根拠として、パレスチナ住民の建築物の破壊を行っている。OCHAがイスラエル民政局(ICA)のデータを参照したところによると、1988年から2014年にかけて、イスラエル民政局はC地区でパレスチナ人の建造物に対する、14087件の破壊命令を出した。実際に被害を受けた建造物は、約17000軒と推定されている。建物の破壊は年ごとに増加傾向にあり、1995年は164軒だったが、2010年には1020軒と始めて1000軒を超え、2013年には1090軒を記録した。

2014年12月末時点で、約20%、2802件の破壊命令が実行された。約1%、151件は命令が取り消され、11134件の未処理の案件があった。また、2015年上半期には、パレスチナ人建造物245軒の破壊・解体・没収が行われた。20年以上前の命令を根拠に破壊が実施された例もあり、命令の効力は事実上無期限である。破壊に要した費用は、全てパレスチナ人から取り立てられる。

イスラエル民政局は、ユダヤ人入植地の「不法建築」も取り締まっている。それによると、1991年から2014年にかけて、6949件の破壊命令を出した。約20%、1357件が実行され、約7%、486件は取り消された。約5%、368件は執行準備完了としており、約4%、295件は保留、残る4443件は未処理だった。ユダヤ人入植地は、「不法建築」認定されても、取り消される確率はパレスチナ人の約7倍である。またパレスチナ人と異なり、たとえ破壊されても、当局から代地を含む補償・支援を受けられることがある。
また、イスラエルは自国領・占領地・入植地と、パレスチナ人居住区とを分断する壁を一方的に築いている。イスラエルは「壁(חומה, wall)」ではなく「フェンス、柵(גדר, fence)」であると主張し、「反テロフェンス」と呼んでいる。壁は、イスラエル領土だけで無く、イスラエル領域外の入植地を囲む形で建設が進められている。第1次中東戦争の停戦ラインでパレスチナ側とされた領域も壁の内部に取り込まれており、事実上の領土拡大を進めている。2004年7月9日、国際司法裁判所は、イスラエルによる占領下にあるパレスチナにおける壁の建設が国際法に違反するという勧告的意見を下した（パレスチナの壁事件）。イスラエル側は現在も壁の建設を続行している（エルサレム周辺地図（英語） 青地がイスラエル入植地、灰地がパレスチナ人居留区、黒実線が壁、灰実線が計画中の壁。全体図は外部リンクからパレスチナ赤新月社による地図参照）
イスラエルは単に壁を作るだけではなく、道路の通行規制も行っている。パレスチナ自治区であるべき地域に、イスラエル人専用道路（パレスチナ人立ち入り禁止）や、パレスチナ人の通行制限されている道路が多数存在している（地図：ヨルダン渓谷沿い入植地群）。
また、イスラエル軍や、ユダヤ人入植者などのイスラエル民間人は事実上治外法権であり、たとえパレスチナ自治政府が警察権を握るA地区であっても、イスラエル軍民の犯罪を摘発することはできない状況にある。イスラエルは、ユダヤ人入植者の犯罪にしばしば協力している。イスラエルの人権団体・Yesh Dinによると、2015年時点で、イスラエルの司法は、ユダヤ人入植者の被疑の85%を不起訴とし、有罪となったのは1.9%であった。
パレスチナ人在住・所有の土地の没収も、日常的に行われている。イスラエルの行政法は、今日でもオスマン帝国・イギリス委任統治領パレスチナ時代の法律が多く残っており、イスラエルはこれらの法律も利用している（ヨルダン川西岸では、さらにヨルダン占領当時の法律が加わる）。たとえば、第三次中東戦争での占領後、1967年7月31日にイスラエル国防軍は命令59を布告し、「敵国」、すなわち従来ヨルダン・エジプトが国有地としていた土地を全て自国の国有地と宣言した。しかし私有地の没収については1979年、イスラエル最高裁で違法判決が出たため、新たな法的根拠を用意する必要があった。そこでイスラエル軍は、命令59を改正し、イスラエルが国有地と宣言した土地に対しては、私有地であることを証明する手続きが必要であるようにした。占領地には、未登記でパレスチナ人が生活の用に供している土地が少なくなく、イスラエル軍は全てこれを国有地と宣言した。また、異議申立は通常の裁判所では無く、イスラエル軍運営の「異議申立委員会」でしか行えないようにした。これにより、イスラエル軍はさらに多くのパレスチナ人を追放した。さらに、1858年オスマン帝国土地法に端を発する、「3年間未耕作の土地はスルタンが収公する」規定を国家の収公と読み替え、パレスチナ人の耕作を妨害することによって、私有地についても多くの土地を国有地として没収した。2014年現在で、この手法で没収したパレスチナ人私有地・未登記地はヨルダン川西岸地区の16%に及ぶ。
しかしそれでも、イスラエルの裁判所でパレスチナ人の私有が認められ、私設の（イスラエル政府が承認していない）ユダヤ人前哨地（私設入植地）に対して違法判決が出ることはあった。2017年2月6日、クネセトは前哨地をさかのぼって公認し、パレスチナ人私有地の強制収用（ただし、補償金は支払われる）を可能にする法案を可決した。同法は、占領地におけるパレスチナ人のいかなる土地の没収も合法化する内容だったが、2020年6月9日、イスラエル最高裁は同法を基本法違反（事実上の違憲）とする判断を下したため、廃止された。
これらのパレスチナ人から没収した土地は、ユダヤ人に入植地として、本来のイスラエル領内の1/3程度の価格で販売されている。
OCHAは、イスラエル軍のパレスチナ人住民に対する振る舞いを、占領地の被保護者の追放を禁じた1949年ジュネーヴ諸条約第4条約第49条に違反していると指摘している。他方、イスラエルは、1907年のハーグ陸戦条約第43条に基づくイスラエルの義務と一致しており、1995年の、PLOとの暫定合意にも合致していると主張している。
OCHAの報告 によると、2019年の第1四半期（1～3月）に、ヨルダン川西岸地区でイスラエル軍によって、136のパレスチナ人による建造物が破壊された。イスラエル軍が破壊したのは、42%が住宅、38%が住宅関連施設、7%が水道・衛生施設だった。これにより、218人が事実上追放され、約25000人が影響を受けた。もっとも深刻な被害は、2月17日に行われた水道管の破壊で、ベイトフリック村、ベイトダジャン村（いずれもB地区）のあわせて約18000人が影響を受けた。また、ヘブロン南部のマッサファー・ヤッタ地区（イスラエルは「射撃場」に指定し、住民の立ち退きを要求）では、2018年10月にoPt人道基金の寄付で灌漑が整備されたが、2019年2月にイスラエル軍によって破壊された。また、A地区・B地区においても、住宅2軒がイスラエル軍によって破壊され、8人が避難した。
2020年9月のOCHA報告によると、イスラエル軍によるパレスチナ人所有の建造物の破壊は、2017年は月平均35件、2018年は38件であったが、2019年は52件と増加した。2020年は、新型コロナウイルス感染症流行初期の1-2月は、月平均45件に減少したが、3-8月は65件と、2017年からの4年間で最も多くなった。また、2020年3月から8月の間だけで、442人のパレスチナ人が家を失った。特に、8月は205人が家を失ったが、これは過去4年間で最多であった。7月21日に破壊されたヘブロンの建造物には、新型コロナウイルスのPCR検査場予定地が含まれていた。

OCHAは、2018年に布告された命令1797によって建造物の迅速な破壊が可能になり、所有者が異議申立の手続きを取れなくなっていることを懸念している。
OCHAによると、2009年から2020年までの12年間に、パレスチナ人所有の建造物7236棟が破壊され、10920人が家を失い避難民となった（同一人物の複数回の被害もあるため、人数は延べ）。2020年中に破壊された建造物は836棟、避難民は984人に上り、これは2016年に次ぐ多さである。
水利権についても、同様にイスラエルによる占有が進められている。イスラエル軍は、1967年にヨルダン川西岸、ガザ地区、ゴラン高原、東エルサレム、シナイ半島を占領すると、同年8月15日の命令92で、イスラエル軍が水利権の全権を握ると布告した。同年11月19日の命令158で水道施設の許認可権を布告し、拒否に際して理由を示す必要はないとした。また、無許可の全ての施設・資源は、有罪判決を待たずに没収できると布告した。1968年11月29日の命令291では、1967年以前（イスラエル占領以前）の地権・水利権の契約は全て無効と布告した。
オスロ合意では、ヨルダン川西岸におけるパレスチナ人の水利権が公認されたが、地下水の1/4に留まり、ヨルダン川については水利権が認められなかった。オスロ合意では、パレスチナへの将来の水利権拡大を含めた最終的な地位協定が予定されていたが、実施されていない。2009年時点でも、イスラエルが8割の水利権を握っている。
OCHAによると、C地区のパレスチナ人住民27万人のうち、9万5000人は、WHOの推奨する1日の水消費量である100リットルの、半分以下の水しか利用できていない。また、パレスチナ・トゥーバース県の推計によると、県内のイスラエル人入植者は、パレスチナ人の8倍の水を割り当てられているという。

## 人口の歴史

### 19世紀 - 1948
| 年   | ユダヤ人 | アラブ人  | 合計      |
| ---- | -------- | --------- | --------- |
| 1800 | 6,700    | 268,000   | 274,700   |
| 1880 | 24,000   | 525,000   | 549,000   |
| 1915 | 87,500   | 590,000   | 677,500   |
| 1931 | 174,000  | 837,000   | 1,011,000 |
| 1936 | 400,000  | 800,000   | 1,200,000 |
| 1947 | 630,000  | 1,310,000 | 1,940,000 |

### 1949 - 1967
| 年   | イスラエル | イスラエル | 合計      |
| 年   | ユダヤ人   | アラブ人   | 合計      |
| 1949 | 1,013,900  | 159,100    | 1,173,000 |
| 1961 | ?          | ?          | ?         |

| 年   | エジプトのガザ地区を占領 | エジプトのガザ地区を占領 | ヨルダンのヨルダン川西岸地区を占領 | ヨルダンのヨルダン川西岸地区を占領 | 合計 |
| 年   | ユダヤ人                 | アラブ人                 | ユダヤ人                           | アラブ人                           | 合計 |
| 1950 | ?                        | 240,000                  | ?                                  | 765,000                            | ?    |
| 1960 | ?                        | 302,000                  | ?                                  | 799,000                            | ?    |

#### 1967-2016まで
| 年   | イスラエル | イスラエル | 合計      |
| 年   | ユダヤ人   | アラブ人   | 合計      |
| 1967 | 2,383,600  | 392,700    | 2,776,300 |
| 1973 | 2,845,000  | 493,200    | 3,338,200 |
| 1983 | 3,412,500  | 706,100    | 4,118,600 |
| 1990 | 3,946,700  | 875,000    | 4,821,700 |
| 1995 | 4,522,300  | 1,004,900  | 5,527,200 |
| 2000 | 4,955,400  | 1,188,700  | 6,144,100 |
| 2006 | 5,137,800  | 1,439,700  | 6,652,896 |

| 年   | イスラエルのガザ地区を占領 | イスラエルのガザ地区を占領 | イスラエルのヨルダン川西岸地区を占領 | イスラエルのヨルダン川西岸地区を占領 | 合計      |
| 年   | ユダヤ人                   | アラブ人                   | ユダヤ人                             | アラブ人                             | 合計      |
| 1970 | ?                          | 368,000                    | ?                                    | 677,000                              | ?         |
| 1980 | ?                          | 497,000                    | ?                                    | 964,000                              | ?         |
| 1985 | ?                          | 532,288                    | ?                                    | 1,044,000                            | ?         |
| 1990 | ?                          | 642,814                    | ?                                    | 1,254,506                            | ?         |
| 1995 | ?                          | 875,231                    | ?                                    | 1,626,689                            | ?         |
| 2000 | ?                          | 1,132,063                  | ?                                    | 2,020,298                            | ?         |
| 2006 | 0                          | 1,428,757                  | 255,600                              | 2,460,492                            | 4,144,849 |